# Civilização micênica
Civilização micênica (português brasileiro) ou civilização micénica (português europeu) é um termo utilizado para descrever a última fase da Idade do Bronze na Grécia Antiga, abrangendo o período de aproximadamente 1 600–1 100 a.C. Representa a primeira civilização avançada na Grécia continental, com seus estados palacianos, organização urbana, obras de arte e sistema de escrita. O local mais proeminente foi Micenas, na Argólida, pela qual a cultura desta é nomeada. Outros centros de poder que surgiram incluíram Pilos, Tirinto e Mideia no Peloponeso, Orcômeno, Tebas e Atenas na Grécia Central, e Iolcos na Tessália. Povoados de influência micênica também apareceram em Epiro, na Macedônia, nas ilhas do Mar Egeu, na costa da Anatólia, no Levante, no Chipre e na Itália.
Os gregos micênicos introduziram várias inovações nas áreas de engenharia, arquitetura e infra-estrutura militar, enquanto o comércio em vastas áreas do Mediterrâneo era essencial para sua economia. Sua escrita silábica, a Linear B, oferece os primeiros registros escritos da língua grega e sua religião já incluía várias divindades que também podem ser encontradas no Panteão Olímpico. A Grécia micênica era dominada por uma sociedade de elite guerreira e consistia de uma rede de estados centrados no palácio que desenvolvia rígidos sistemas hierárquicos, políticos, sociais e econômicos. Na liderança desta sociedade estava o rei, conhecido como anax.
A Grécia micênica pereceu com o colapso da cultura da Idade do Bronze no leste do Mediterrâneo, que foi seguida pela chamada Idade das Trevas grega, um período de transição sem registro que leva ao Período Arcaico, onde mudanças significativas ocorreram de formas centradas no palácio para formas descentralizadas de organização socioeconômica (incluindo o uso extensivo de ferro). Várias teorias têm sido propostas para o fim desta civilização, entre elas a invasão dórica ou atividades ligadas aos "Povos do Mar". Teorias adicionais, como desastres naturais e mudanças climáticas, também foram sugeridas. O período micênico tornou-se cenário histórico de muitas literaturas e mitologias antigas, incluindo o Ciclo Épico de Troia.

## Cronologia
A Idade do Bronze na Grécia continental é geralmente denominada como o "período heládico" pelos arqueólogos modernos, segundo Hellas, o nome grego da Grécia. Este período está dividido em três subperíodos: o período Heládico Primitivo (c. 2900–2000 a.C.) foi uma época de prosperidade com o uso de metais e um crescimento em tecnologia, economia e organização social. O período Heládico Médio (c. 2000–1650 a.C.) enfrentou um ritmo mais lento de desenvolvimento, bem como a evolução das habitações de tipo mégaro e sepulturas funerárias de cista. Finalmente, o período Heládico Tardio (c.1650  1050 a.C.) coincide aproximadamente com a Grécia micênica.
O período Heládico Tardio é subdividido em Heládico Tardio I e Heládico Tardio II, os quais coincidem com a época inicial da Grécia micênica (c. 1650–1425 a.C.) e o Heládico Tardio III (c. 1425–1050 a.C.), o período de expansão, declínio e colapso da civilização micênica. O período de transição da Idade do Bronze para a Idade do Ferro na Grécia é conhecido como Sub-Micênico (c. 1050–1000 a.C.).

## Identidade

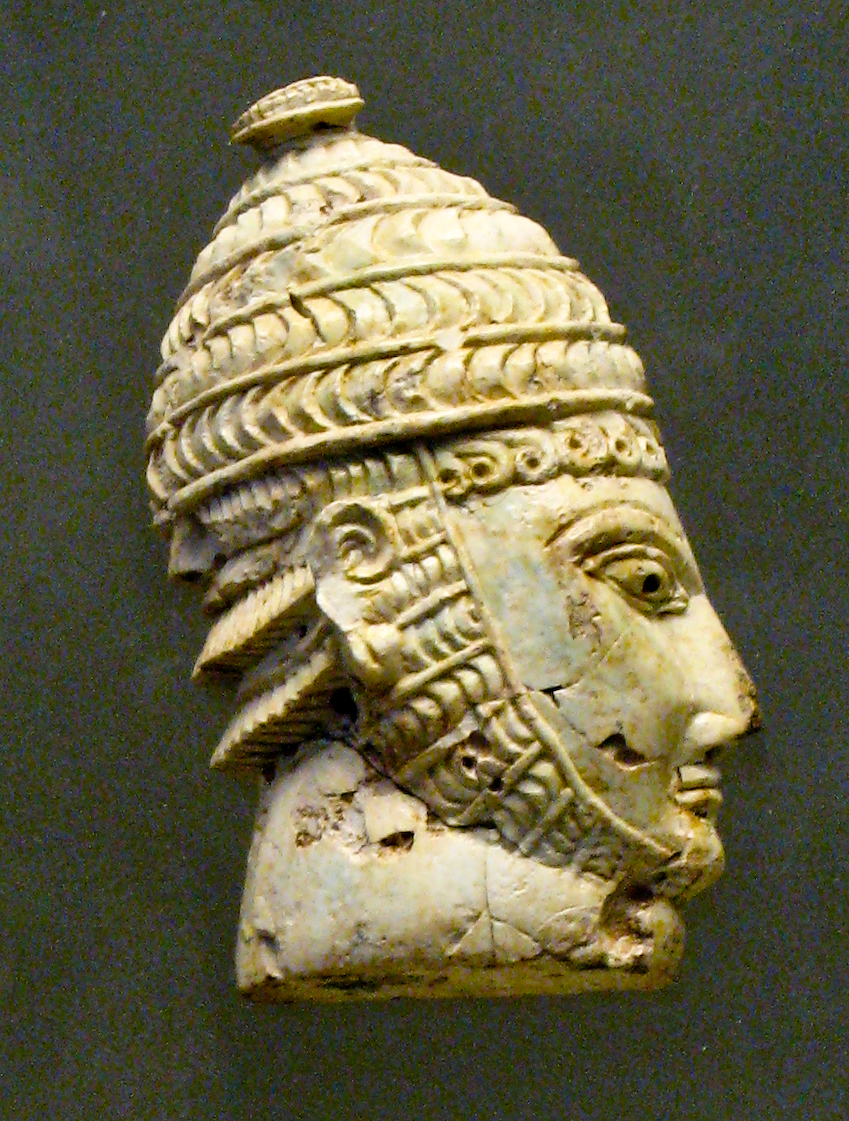
Guerreiro usando um elmo de presa de javali, de uma tumba da câmara micênica na Acrópole de Atenas, século XIV a

A decifração da escrita micênica Linear B, um sistema silabário adaptado para o uso da língua grega da Idade do Bronze Tardia, demonstrou a continuidade da fala grega do segundo milênio ao século VIII a.C., quando surgiu uma nova escrita. Além disso, revelou que os detentores da cultura micênica estavam etnicamente relacionados com as populações que residiam na península grega após o final deste período cultural.
Homero usou os etnônimos aqueus, dânaos e argivos para se referir aos sitiantes. Esses nomes parecem ter passado do tempo em que estavam em uso até o momento em que o poeta os usou como termos coletivos em sua Ilíada. Existe uma referência isolada a a-ka-wi-ja-de nos registros lineares B em Cnossos, Creta, datados de c. 1 400 a.C., que muito provavelmente se refere a um estado micênico (aqueu) no continente grego.
Registros egípcios mencionam uma terra T(D)-n-j ou Danaya (Tanaju) pela primeira vez c. 1 437 a.C., durante o reinado do faraó Tutemés III (r. 1479–1425 a.C.). Esta terra é geograficamente definida em uma inscrição do reinado de Amenófis III (r. 1390–1352 a.C.), onde são mencionadas várias cidades de Danaya, que cobrem a maior parte do sul da Grécia continental. Entre eles, cidades como Micenas, Náuplia e Tebas foram identificadas com certeza. Danaya tem sido equiparada ao etnônimo Danaoi (em grego:  Δαναοί), o nome da dinastia mítica que governou a região de Argos, também usada como um etnônimo para o povo grego por Homero.
Nos registros oficiais de outro império da Idade do Bronze, o dos hititas na Anatólia, várias referências de c. 1 400 a 1 220 a.C. mencionam um país chamado Aiaua (Aḫḫiyawā). Estudos recentes, baseados em evidências textuais, novas interpretações das inscrições hititas, bem como em pesquisas recentes de evidências arqueológicas sobre contatos micênicos-anatólicos durante este período, concluem que o termo Aiaua deve ter sido usado em referência ao mundo micênico (terra dos aqueus), ou pelo menos para uma parte dele. Este termo também pode ter tido conotações mais amplas em alguns textos, possivelmente referindo-se a todas as regiões colonizadas por micênicos ou regiões sob controle político micênico direto. Outro etnônimo similar, Ecues, nas inscrições egípcias do século XII a.C., tem sido comumente identificado com os Aiaua. Estes Ecues foram mencionados como um grupo do povo do Mar.

## História

### Era da sepultura de poço

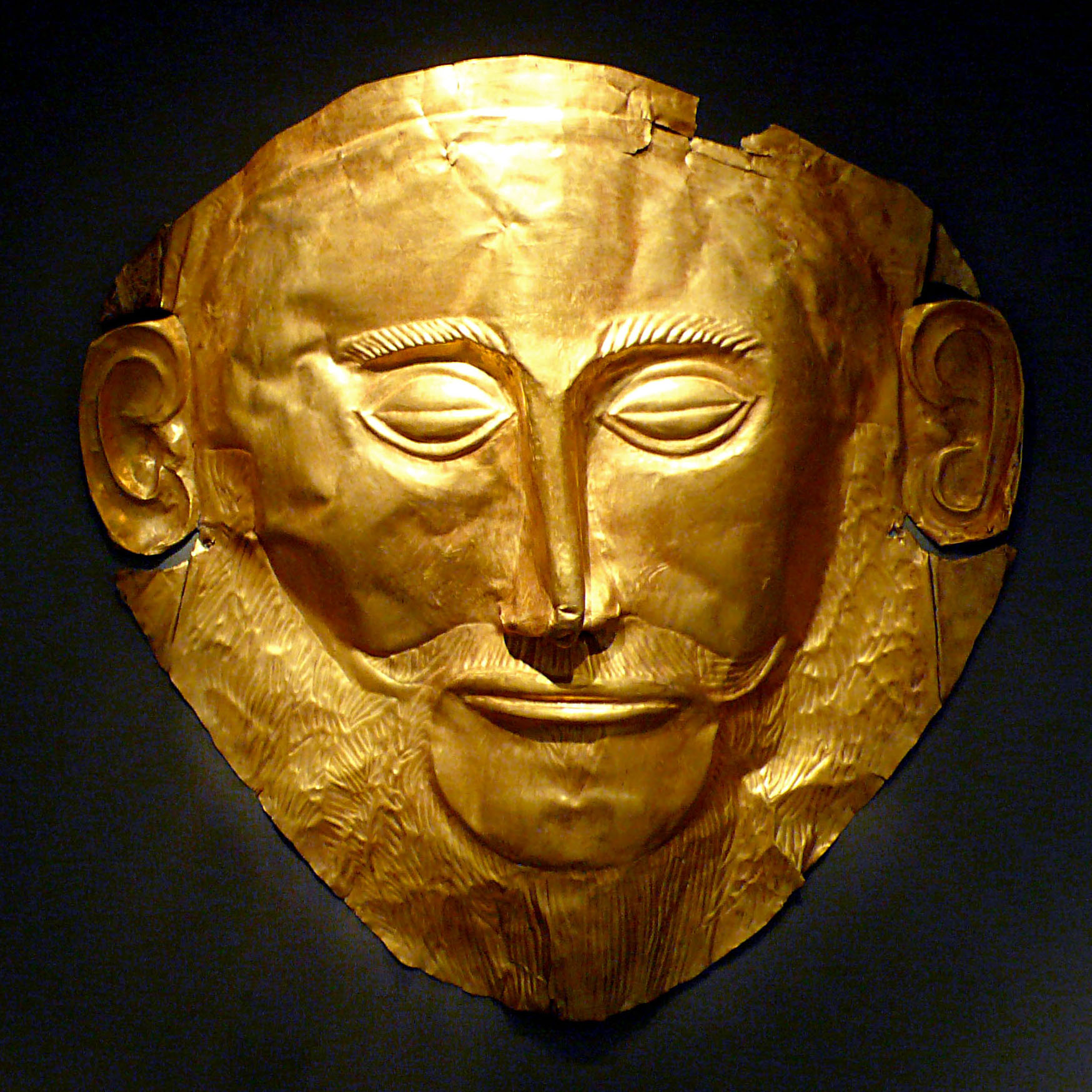
Máscara mortuária, conhecida como Máscara de Agamémnon, Círculo Sepultura A, Micenas, século XVI a.C., provavelmente o artefato mais famoso da Grécia micênica

A civilização micênica originou-se e evoluiu a partir da sociedade e da cultura do período Heládico Primitivo e Médio na Grécia continental sob influências da Creta minoica. No final da Idade do Bronze Média (c. 1 600 a.C.), ocorreu um aumento significativo na população e no número de assentamentos. Vários centros de poder surgiram no sul da Grécia continental dominados por uma sociedade guerreira de elite, enquanto as habitações típicas daquela época eram um dos primeiros tipos de construções em mégaro. Algumas estruturas mais complexas são classificadas como precursoras dos palácios posteriores. Em vários locais, muros defensivos também foram erguidos.
Enquanto isso, novos tipos de sepultamentos e outros mais imponentes foram descobertos, exibindo uma grande variedade de objetos luxuosos. Entre os vários tipos de enterro, a sepultura de poço tornou-se a forma mais comum destinada à elite, uma característica que deu o nome ao período inicial da Grécia micênica. Entre a elite micênica, os homens falecidos eram geralmente colocados para descansar em máscaras de ouro e armaduras funerárias, e mulheres em coroas de ouro e roupas brilhando com ornamentos dourados. Os túmulos reais ao lado da acrópole de Micenas, em particular as Sepulturas Circulares A e B, significavam a elevação de uma dinastia real de língua grega, cujo poder econômico dependia do comércio marítimo de longa distância.
Durante este período, os centros micênicos testemunharam contatos crescentes com o mundo exterior e especialmente com as Cíclades e os centros minoicos na ilha de Creta. A presença micênica parece também ser retratada num afresco em Acrotíri, na ilha de Tera, que possivelmente exibe muitos guerreiros em elmos de presa de javali, uma característica típica da guerra micênica. No início do século XV a.C., o comércio intensificou-se com a cerâmica micênica chegando à costa ocidental da Ásia Menor, incluindo Mileto e Troia, Chipre, Líbano, Palestina e o Egito.
No final da era do Túmulo de Poço, surgiu um novo e mais imponente tipo de enterro de elite, os tolos: grandes câmaras funerárias circulares com altos telhados abobadados e uma passagem de entrada reta revestida de pedra.

### Era Koiné

#### Expansão e administração

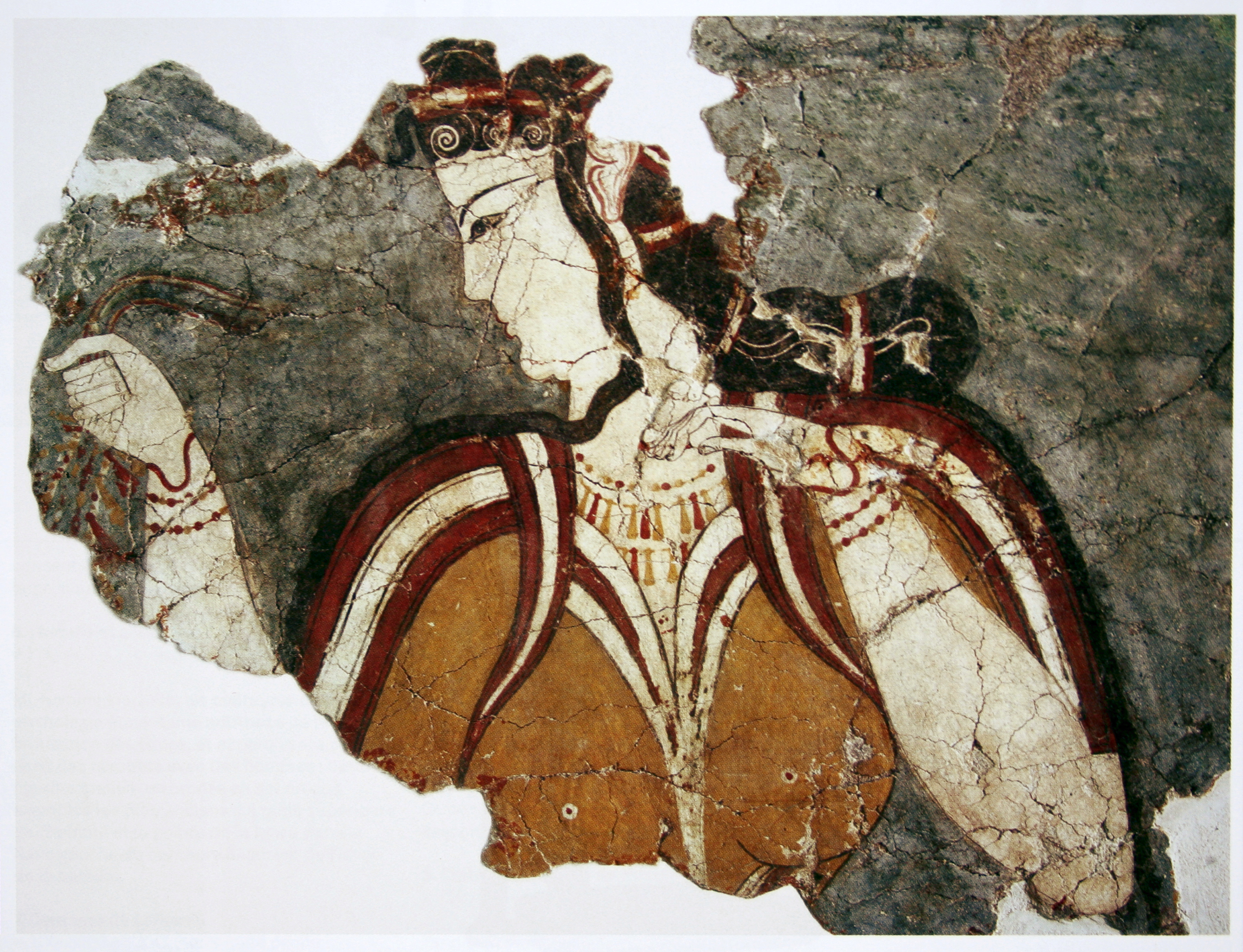
Afresco representando uma figura feminina na acrópole de Micenas, século XIII a.C.

A erupção do Tera, que de acordo com dados arqueológicos ocorreu c. 1 500 a.C., resultou no declínio da civilização minoica de Creta. Essa reviravolta deu aos micênicos a oportunidade de espalhar sua influência por todo o mar Egeu. Em torno de c. 1 450 a.C., estavam no controle da própria Creta, incluindo Cnossos, e colonizaram várias outras ilhas do Mar Egeu, chegando até Rodes. Assim, os micênicos tornaram-se o poder dominante da região, marcando o início da era conhecida como "Koiné" (do em grego:  Κοινή, comum), uma cultura altamente uniforme que se espalhou na Grécia continental e no Mar Egeu.
Desde o início do século XIV a.C., o comércio micênico começou a tirar proveito das novas oportunidades comerciais no Mediterrâneo após o colapso minoico. As rotas comerciais foram expandidas ainda mais, chegando ao Chipre, Amã no Oriente Próximo, Apúlia na Itália, e na Espanha. A partir desse período, o palácio de Cnossos produziu os primeiros registros da escrita grega Linear B, com base na antiga Linear A dos minoicos. O uso da nova escrita se espalhou na Grécia continental e oferece informações valiosas sobre a rede administrativa dos centros palacianos. No entanto, os registros desenterrados são muito fragmentários para uma reconstrução política da Grécia da Idade do Bronze.

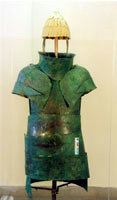
Panóplia micênica, encontrada em Dendra, Argolis,

Escavações em Mileto, sudoeste da Anatólia, indicam a existência de um assentamento micênico lá a partir de 1 450 a.C., substituindo as instalações minoicas anteriores. Este sítio tornou-se um centro micênico considerável e próspero até o século XII a.C.. Além das evidências arqueológicas, isso também é atestado nos registros hititas, que indicam que Mileto (Millawanda em hitita) era a base mais importante para a atividade micênica na Ásia Menor. A presença micênica também alcançou os locais adjacentes de Iasos e Éfeso.
Enquanto isso, palácios imponentes foram construídos nos principais centros micênicos do continente. As estruturas do palácio mais antigas eram edifícios do tipo mégaro, como o Menelaion em Esparta, Lacônia. Os palácios propriamente ditos são datáveis de c. 1 400 a.C., quando foram erguidas fortificações ciclópicas em Micenas e nas proximidades de Tirinto. Palácios adicionais foram construídos em Midea e Pilos, no Peloponeso, Atenas, Elêusis, Tebas e Orcômeno na Grécia Central e Iolcos, na Tessália, sendo este último o centro micênico mais ao norte. Cnossos em Creta também tornou-se um centro micênico, onde o antigo complexo minoico passou por vários ajustes, incluindo a adição de uma sala do trono. Esses centros baseavam-se em uma rígida rede de burocracia, onde as competências administrativas eram classificadas em várias seções e ofícios, de acordo com a especialização de trabalho e negócios. À frente dessa sociedade estava o rei, conhecido como anax (Linear B: wa-na-ka) em termos gregos micênicos. Todos os poderes foram investidos nele, como o principal proprietário e líder espiritual e militar. Ao mesmo tempo, era empresário e comerciante e foi auxiliado por uma rede de altos funcionários.

#### Envolvimento na Anatólia
A presença de Aiaua no oeste da Anatólia é mencionada em vários relatos hititas de c. 1 400 a 1 220 a.C. Aiaua é geralmente aceito como uma tradução hitita da Grécia micênica (aqueus em grego homérico), mas uma definição geográfica precisa do termo não pode ser extraída dos textos. Durante esse tempo, os reis de Aiaua eram evidentemente capazes de lidar com seus homólogos hititas, tanto em nível diplomático quanto militar. Além disso, a atividade dos aiaua era interferir nos assuntos da Anatólia, com o apoio de levantes anti-hititas ou por meio de governantes vassalos locais, que o rei Aiaua usou como agentes para aumentar sua influência.

Mediterrâneo Oriental e Oriente Médio no século XIV a.C.; a Grécia micênica está indicada em cor avermelhada

Por volta de 1 400 a.C., os registros hititas mencionam as atividades militares de um senhor da guerra aiaua, Atarsia, uma possível maneira hitita de escrever o nome grego Atreu, que atacou vassalos hititas no oeste da Anatólia. Mais tarde, c. 1 315 a.C., uma rebelião contra os hitita liderada por Arzaua, um estado vassalo, recebeu apoio de Aiaua. Enquanto isso, Aiaua parecia estar no controle de várias ilhas do mar Egeu, uma impressão também apoiada por evidências arqueológicas. Durante o reinado do rei hitita Hatusil III (r. 1267–1237 a.C.), o rei de Aiaua é reconhecido como um "Grande Rei" e de status igual aos outros grandes governantes contemporâneos da Idade do Bronze: os reis do Egito, Babilônia e Assíria. Naquele momento, outro movimento contra os hitita, liderado por Piyama-Radu, eclodiu e foi apoiado pelo rei aiaua. Piyama-Radu causou grande agitação na região de Wilusa e mais tarde invadiu a ilha de Lesbos, que passou ao controle de Aiaua.
O confronto entre os hititas e os aiaua em Wilusa, o nome hitita de Troia, pode fornecer a base histórica para a tradição da Guerra de Troia. Como resultado dessa instabilidade, o rei hitita iniciou uma correspondência para convencer seu colega aiaua a restaurar a paz na região. O registro hitita menciona certa Tawagalawa, uma possível tradução hitita para o grego Etéocles, como irmão do rei de Aiaua.

### Colapso

#### Declínio inicial e reavivamento

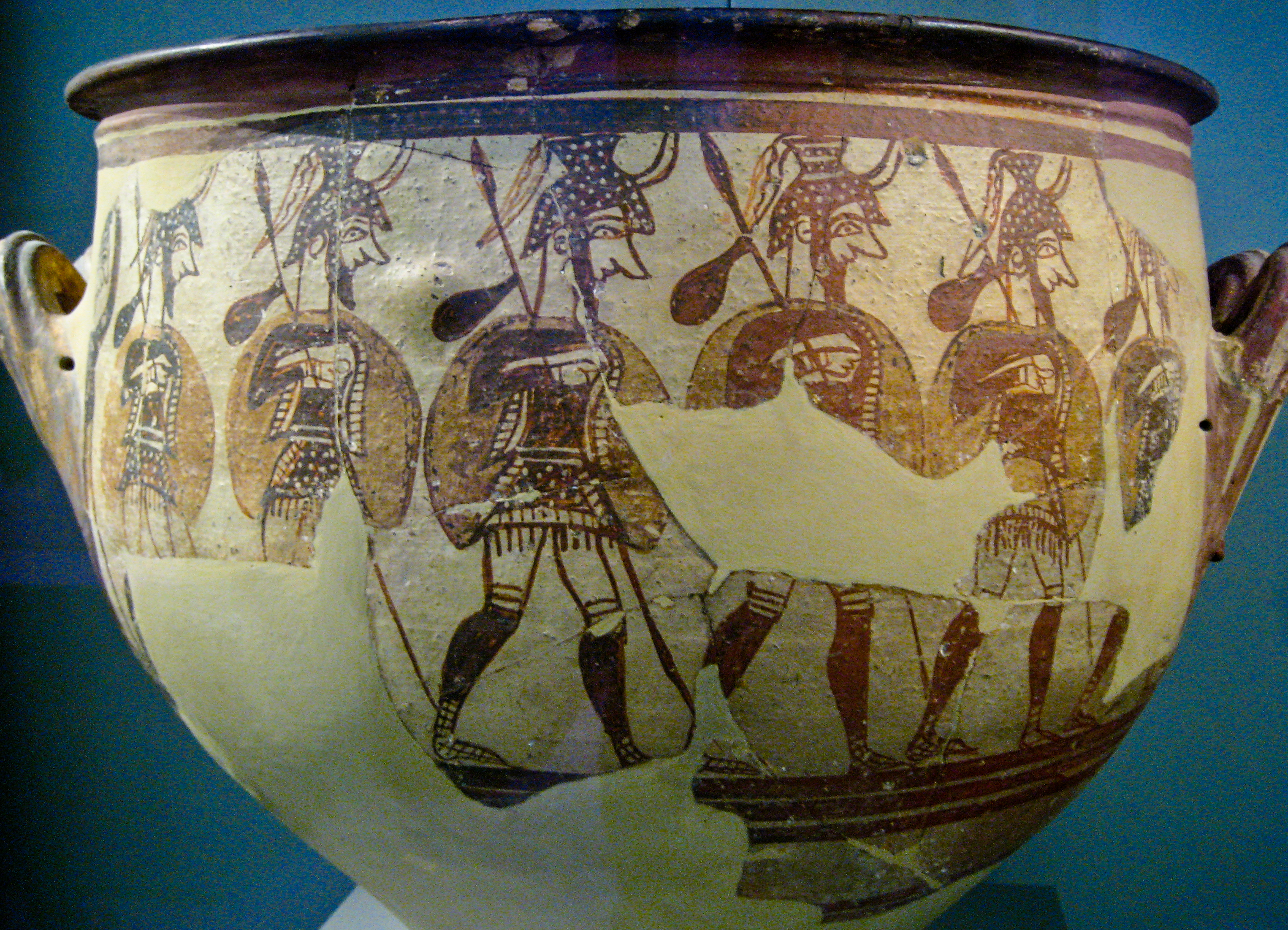
Soldados em marcha observados por uma figura feminina, no vaso de guerreiro,, uma cratera de Micenas

por volta de 1 250 a.C., a primeira onda de destruição aparentemente ocorreu em vários centros da Grécia continental por razões que não podem ser identificadas pelos arqueólogos. Na Beócia, Tebas foi queimada até o chão, por volta daquele ano ou um pouco mais tarde. A vizinha Orcômeno compartilhou o mesmo destino, enquanto as fortificações beócias de Gla estavam desertas. No Peloponeso, vários edifícios ao redor da cidadela de Micenas foram atacados e queimados.
Esses incidentes parecem ter motivado o fortalecimento e a expansão maciça das fortificações em vários locais. Em alguns casos, também foram feitos arranjos para a criação de passagens subterrâneas que levavam a cisternas subterrâneas. Tirinto, Mideia e Atenas expandiram suas defesas com novas muralhas de estilo ciclópico. O programa de extensão em Micenas quase dobrou a área fortificada da cidadela. A essa fase de extensão pertence a impressionante Ponte do Leão, a entrada principal da acrópole micênica.
Parece que, após essa primeira onda de destruição, houve um breve renascimento da cultura micênica. A Grécia micênica continua sendo mencionada nos assuntos internacionais, particularmente nos registros hititas. Por volta de 1 220 a.C., o rei de Aiaua estava novamente envolvido em uma revolta contra os hitita no oeste da Anatólia. Outro relato hitita contemporâneo revela que os navios aiaua devem evitar portos controlados pela Assíria, como parte de um embargo comercial imposto aos assírios. Em geral, na segunda metade do século XIII a.C., o comércio estava em declínio no Mediterrâneo Oriental, provavelmente devido ao ambiente político instável no local.

#### Colapso final
Nenhuma das medidas de defesa parece ter impedido a destruição final e o colapso dos estados micênicos. Uma segunda destruição atingiu Micenas em c. 1 190 a.C. ou pouco depois. Este evento marcou o fim de Micenas como uma grande potência. O local foi então reocupado, mas em menor escala. O palácio de Pilos, no sudoeste do Peloponeso, foi destruído c. 1 180 a.C.. Os arquivos em Linear B que lá foram encontrados, preservados pelo calor do fogo que destruiu o palácio, mencionam preparativos de defesa apressados devido a um ataque iminente sem dar detalhes sobre a força de ataque.
Como resultado dessa turbulência, regiões específicas da Grécia continental testemunharam uma diminuição dramática da população, especialmente na Beócia, Argólida e Messénia. Os refugiados micênicos migraram para o Chipre e a costa do Levante. No entanto, outras regiões da orla do mundo micênico prosperaram, como as ilhas Jônicas, o noroeste do Peloponeso, partes da Ática e várias ilhas do Egeu. A acrópole de Atenas, estranhamente, parece ter evitado a destruição.
Com a queda da civilização micênica, houve o desaparecimento do anax como nomenclatura de figura de liderança. O nome Basileus (em grego:  βασιλεύς) tornou-se mais comum nos períodos precedentes, apesar dessa figura nos estados palacianos ser inferior ao anax.

#### Hipóteses para o colapso

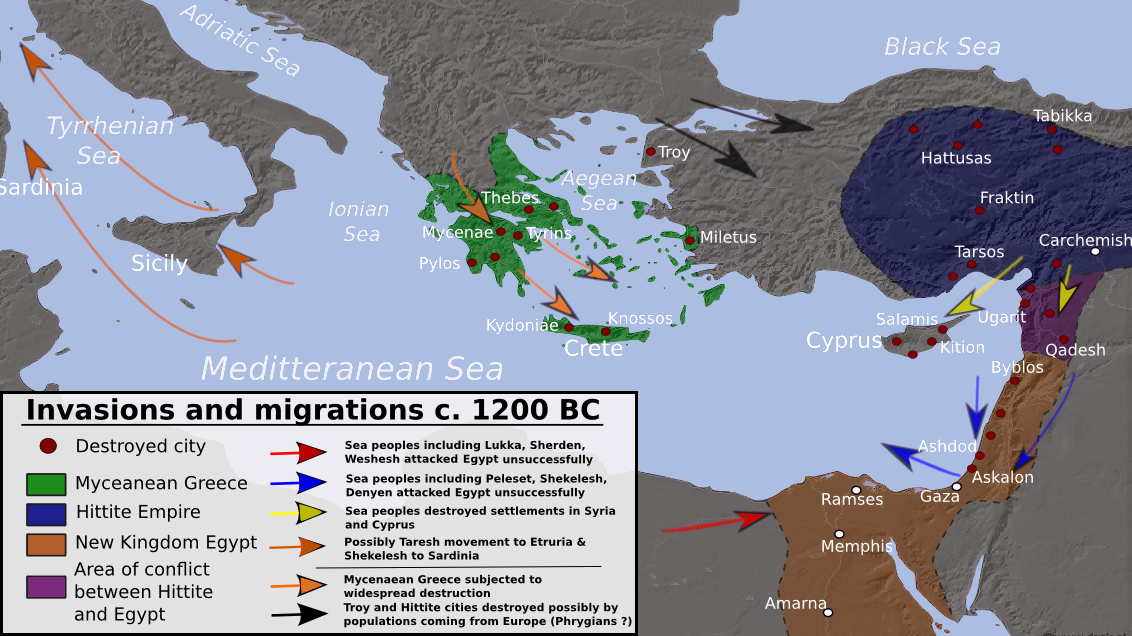
Invasões, destruições e possíveis movimentos populacionais durante o colapso da Idade do Bronze,

As razões para o fim da cultura micênica foram calorosamente debatidas entre os estudiosos. No momento, não há explicação satisfatória para o colapso dos sistemas palacianos de Micenas. As duas teorias mais comuns são movimento populacional e conflito interno. A primeira atribui a destruição de locais da cultura aos invasores.
A hipótese de uma invasão dórica, conhecida como tal na tradição grega antiga, que levou ao fim da Grécia micênica, é apoiada por evidências arqueológicas esporádicas, como novos tipos de enterros, em particular sepulturas de cista, e o uso de um novo dialeto grego, o dórico. Parece que os dórios deslocaram-se para o sul gradualmente ao longo de vários anos e devastaram o território, até que conseguiram se estabelecer nos centros micênicos. Um novo tipo de cerâmica também apareceu, chamada de "Mercadoria Bárbara", porque foi atribuída a invasores do norte. Por outro lado, o colapso da Grécia micênica coincide com a atividade dos povos do mar no Mediterrâneo Oriental. Eles causaram destruição generalizada na Anatólia e no Levante e foram finalmente derrotados pelo faraó Ramessés III por volta de 1 175 a.C. Um dos grupos étnicos que compunham essas pessoas eram os Eqwesh, um nome que parece estar relacionado aos aiaua das inscrições hititas.
Cenários alternativos propõem que a queda da Grécia micênica foi resultado de distúrbios internos que levaram a guerras internas entre os estados micênicos ou distúrbios civis em vários estados, como resultado do estrito sistema social hierárquico e da ideologia do anax. Em geral, devido ao obscuro quadro arqueológico da Grécia dos séculos XII e XI a.C., há uma controvérsia entre os estudiosos sobre se as sociedades empobrecidas que sucederam aos estados palacianos micênicos eram recém-chegados ou populações que já residiam na Grécia micênica. Achados arqueológicos recentes tendem a favorecer o último cenário. Teorias adicionais, relativas a fatores naturais, como mudanças climáticas, secas ou terremotos, também foram propostas. Outra teoria considera o declínio da civilização micênica como uma manifestação de um padrão comum para o declínio de muitas civilizações antigas: os minoicos, os harapeanos e o Império Romano Ocidental; a razão do declínio é a migração devido à superpopulação. O período após o final da Grécia micênica, c. 1 100–800 a.C., geralmente é denominada "Idade das Trevas Gregas".

## Organização política

### Estados palacianos

Reconstrução do cenário político no continente sul da Grécia

Os estados palacianos micênicos, ou as políticas operadoras de palácio organizadas centralmente, são registradas na literatura e na mitologia grega antigas (por exemplo, o Catálogo dos Navios na Ilíada) e confirmadas por descobertas feitas por arqueólogos modernos como Heinrich Schliemann. Cada reino micênico era governado a partir do palácio, que exercia controle sobre a maioria, se não todas, as atividades dentro de seu reino. O território palaciano foi dividido em várias sub-regiões, cada uma encabeçada pelo seu centro provincial. Cada província era dividida em distritos menores, os da-mo. Vários palácios e fortificações parecem fazer parte de um reino mais amplo. Por exemplo, Gla, localizada na região da Beócia, pertencia ao estado vizinho de Orcômeno. Além disso, o palácio de Micenas parecia ter governado um território de duas a três vezes o tamanho dos outros estados palacianos da Grécia da Idade do Bronze. Seu território também incluiria centros adjacentes, incluindo Tirinto e Náuplia, que poderiam plausivelmente ser governados por um membro da dinastia dominante de Micenas.
Os textos Linear B desenterrados são muito fragmentários para a reconstrução do cenário político na Grécia micênica e não sustentam a existência de um estado micênico maior. Por outro lado, registros hititas e egípcios contemporâneos sugerem a presença de um único estado sob um "Grande Rei". Alternativamente, com base em dados arqueológicos, parece ser possível algum tipo de confederação entre vários estados palacianos. Se existisse algum tipo de entidade política unida, o centro dominante provavelmente estava localizado em Tebas ou Micenas, com o último estado sendo o centro de poder mais provável.

### Sociedade e administração
A vila agrária neolítica (6 000 a.C.) constituiu o fundamento da cultura política da Idade do Bronze na Grécia. A grande maioria dos registros em Linear B preservados lida com questões administrativas e dá a impressão de que a administração palaciana micênica era altamente uniforme com o uso da mesma linguagem, terminologia, sistema de tributação e distribuição. Considerando esse senso de uniformidade, o arquivo de Pilos, que é o mais bem preservado no mundo micênico, geralmente é considerado representativo.
O estado era governado por um rei, o anax, cujo papel era religioso e talvez também militar e judicial. Os anax supervisionavam virtualmente todos os aspectos da vida palaciana, desde banquetes e oferendas religiosas até a distribuição de mercadorias, artesãos e tropas. Sob ele estavam os lāwāgetas ("o líder do povo"), cujo papel parece principalmente religioso. Suas atividades possivelmente se sobrepõem ao anax e geralmente são vistas como o segundo em comando. Tanto o anax quanto os lāwāgetas estavam à frente de uma aristocracia militar conhecida como eqeta ("companheiros" ou "seguidores"). A terra possuída pelo anax é geralmente o témenos (te-me-no). Também há pelo menos um exemplo de pessoa, Enkhelyawon, em Pilos, que parece sem título no registro escrito, mas que os estudiosos modernos consideram provavelmente um rei.
Vários oficiais locais posicionados pelo anax parecem estar encarregados dos distritos, como ko-re-te (koreter, '"governador"), po-ro-ko-re-te (prokoreter, "deputado") e o da-mo-ko-ro (damokoros, "aquele que cuida de um damos"), este último provavelmente designado para assumir o comando da comuna. Foi presidido um conselho de anciãos, o ke-ro-si-ja (cf. γερουσία, gerousía). O basileus, que na última sociedade grega era o nome do rei, refere-se a funcionários comunitários.
Em geral, a sociedade micênica parece ter sido dividida em dois grupos de homens livres: a comitiva do rei, que exercia funções administrativas no palácio, e o povo, da-mo. Estes últimos eram vigiados por agentes reais e eram obrigados a cumprir deveres e pagar impostos ao palácio. Entre os que podiam ser encontrados no palácio estavam alto-oficiais prósperos, que provavelmente moravam nas vastas residências encontradas nas proximidades dos palácios micênicos, mas também outros, ligados por seu trabalho ao palácio e não necessariamente em melhor situação do que os membros do da-mo, como artesãos, fazendeiros e talvez comerciantes. Ocupando um degrau mais baixo da escada social estavam os escravos, do-e-ro (cf. δοῦλος, doúlos). Estes são registrados nos textos trabalhando para o palácio ou para deidades específicas.

## Economia

### Organização

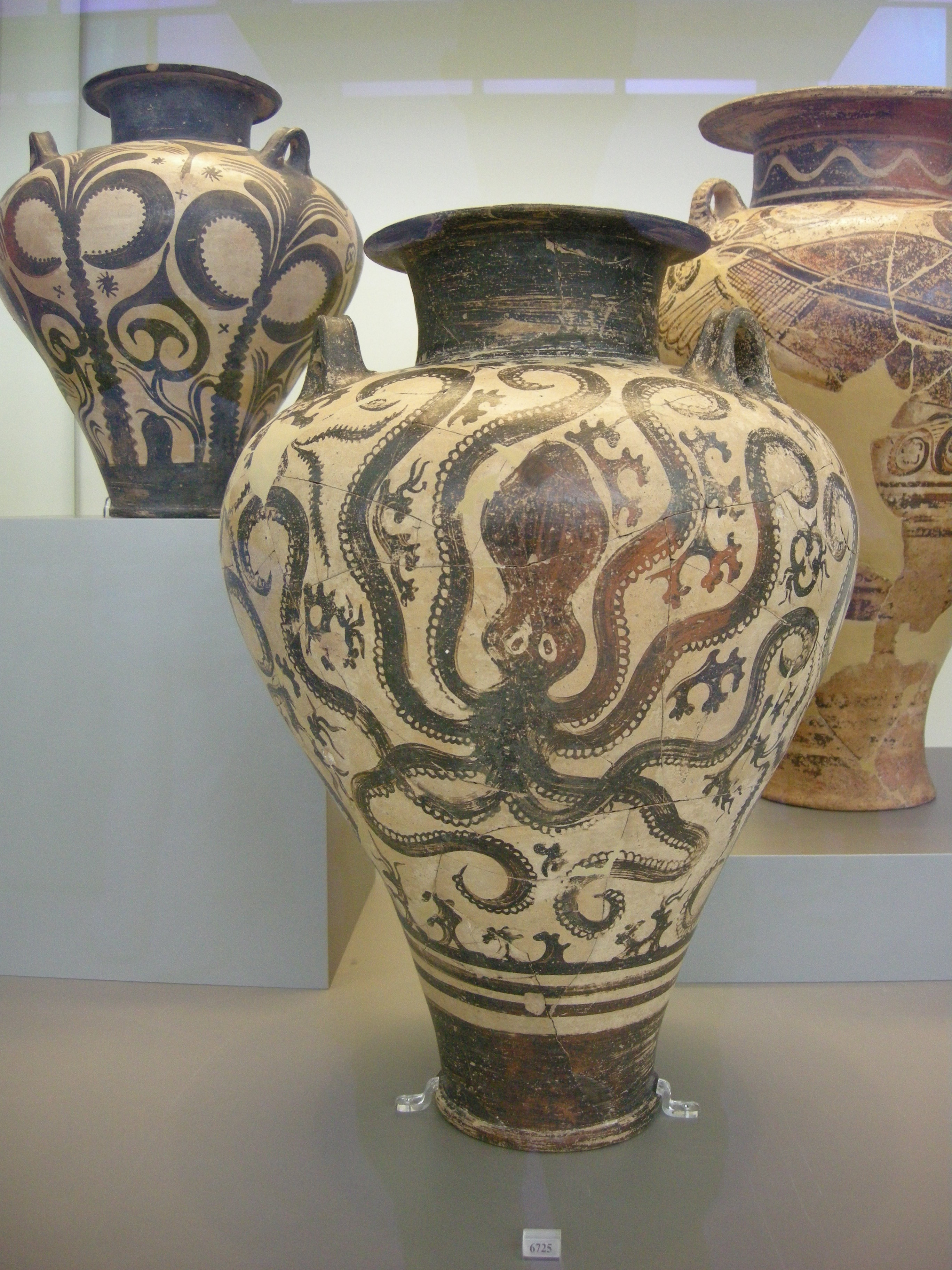
Ânfora de palácio micênico encontrada na Argólida

A economia micênica, dada a sua natureza pré-monetária, concentrava-se na redistribuição de bens, mercadorias e mão-de-obra por uma administração central. Os registros em Linear B preservados em Pilos e Cnossos indicam que os palácios estavam monitorando de perto uma variedade de atividades e mercadorias, a organização do gerenciamento da terra e as rações dadas ao pessoal dependente. Os palácios micênicos mantinham amplo controle das áreas não-domésticas de produção, por meio de cuidadoso controle, aquisição e distribuição nas indústrias palacianas, e a contagem dos bens produzidos. Por exemplo, os tabletes de Cnossos registram cerca de 80 000 a 100 000 ovelhas pastando no centro de Creta e a quantidade de lã esperada dessas ovelhas e de seus descendentes, bem como a maneira como essa lã foi alocada. Os arquivos do Pilos exibem uma força de trabalho especializada, onde cada trabalhador pertencia a uma categoria precisa e era atribuído a uma tarefa específica nas etapas de produção, principalmente nas têxteis.
No entanto, o controle palaciano sobre os recursos parece ter sido altamente seletivo em termos espaciais e em termos de como as diferentes atividades eram gerenciadas. Assim, setores como a produção de óleo perfumado e materiais de bronze foram monitorados diretamente pelo palácio, mas a produção de cerâmica foi monitorada apenas indiretamente. As transações regionais entre os palácios também são registradas em algumas ocasiões.

### Infraestrutura em larga escala

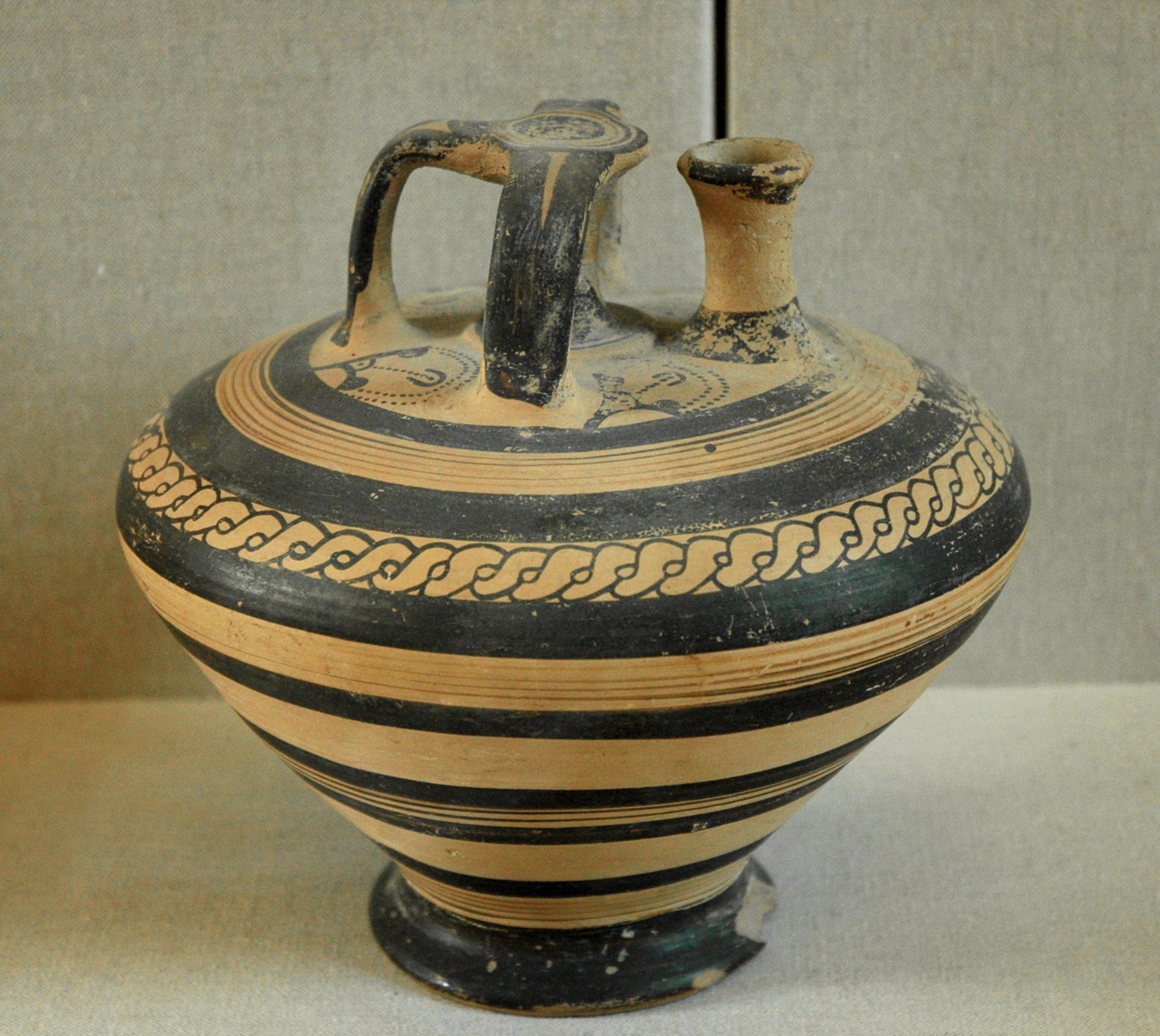
Vaso de estribo micênico encontrado na acrópole de Ugarit, Mediterrâneo Oriental

Os centros palacianos organizaram sua força de trabalho e recursos para a construção de projetos de grande escala nos campos da agricultura e indústria. A magnitude de alguns projetos indica que este foi o resultado de esforços combinados de múltiplos centros palacianos. O mais notável deles é o sistema de drenagem da bacia de Kopais, na Beócia, a construção de uma grande barragem nos arredores de Tirinto e a drenagem do pântano no vale de Nemeia. Também notável é a construção de portos, como o de Pilos, que foram capazes de acomodar grandes navios da era da Idade do Bronze, como o encontrado em Uluburun. A economia micênica também apresentava manufatura em larga escala, como testemunha a extensão dos complexos de oficinas descobertos, o maior conhecido até o momento são as recentes instalações cerâmicas e hidráulicas encontradas em Euonymeia, perto de Atenas, que produziam utensílios de mesa, têxteis, velas, e cordas para exportação e construção naval.
O projeto mais famoso da era micênica foi a rede de estradas no Peloponeso. Isso parece ter facilitado o rápido envio de tropas – por exemplo, os remanescentes de uma estrada micênica, juntamente com o que parece ter sido um muro defensivo micênico no istmo de Corinto. A era micênica viu o auge da engenharia de infraestrutura na Grécia, e isso parece não ter sido limitado à planície de Argos.

### Comércio

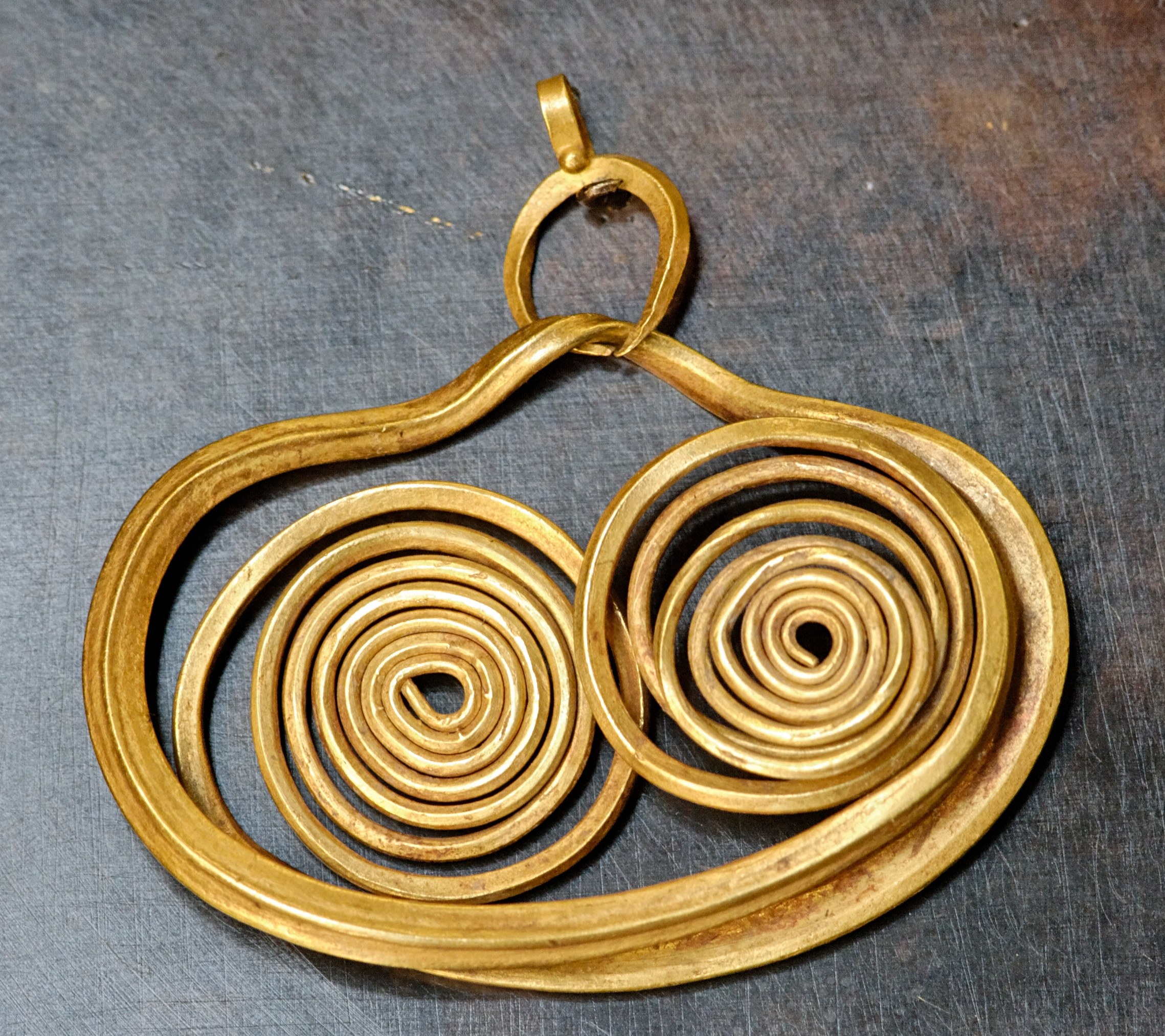
Brinco de ouro,, Museu do Louvre

O comércio em vastas áreas do Mediterrâneo era essencial para a economia da Grécia micênica. Os palácios micênicos importaram matérias-primas, como metais, marfim e vidro, e exportaram mercadorias e objetos processados feitos com esses materiais, além de produtos locais: óleo, perfume, vinho, lã e cerâmica. O comércio internacional da época não era conduzido apenas por emissários palacianos, mas também por comerciantes independentes.
Com base em descobertas arqueológicas no Oriente Médio, em particular artefatos físicos, referências textuais, inscrições e pinturas de parede, parece que os gregos micênicos alcançaram forte interação comercial e cultural com a maioria dos povos da Idade do Bronze que vivem nesta região: cananeus, cassitas, mitanitas, assírios e egípcios. O naufrágio de Uluburun no século XIV a.C., na costa do sul da Anatólia, exibe as rotas comerciais estabelecidas que forneciam aos micênicos todas as matérias-primas e itens de que a economia da Grécia micênica precisava, como cobre e estanho para a produção de produtos de bronze. Uma das principais exportações dos micênicos foi o azeite, que era um produto multiúso.

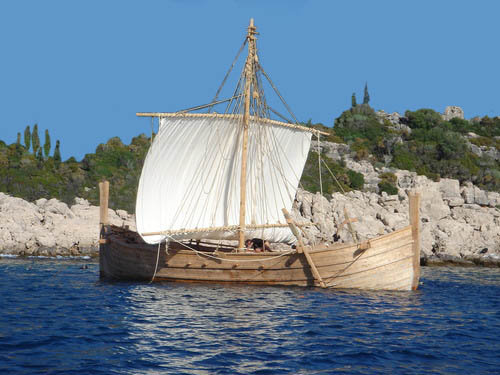
Reconstrução de um navio micênico

O Chipre parece ser a principal estação intermediária entre a Grécia e o Oriente Médio, com base nas quantidades consideravelmente maiores de mercadorias micênicas encontradas lá. Por outro lado, o comércio com as terras hititas na Anatólia central parece ter sido limitado. O comércio com Troia também é bem atestado, enquanto as rotas comerciais micênicas se expandiram ainda mais para o Bósforo e as margens do Mar Negro. Espadas micênicas foram encontradas tão longe quanto a Geórgia, na costa oriental do Mar Negro.
A interação comercial também foi intensa com a península italiana e o Mediterrâneo ocidental. Os produtos micênicos, especialmente cerâmica, foram exportados para o sul da Itália, Sicília e Ilhas Eólias. Tais produtos também penetraram ainda mais na Sardenha e no sul da Espanha.
Objetos esporádicos da fabricação micênica foram encontrados em vários locais distantes, como na Europa Central, como na Baviera, Alemanha, onde um objeto âmbar inscrito com símbolos em Linear B foi descoberto. Machados duplos de bronze micênico e outros objetos datados do século XIII a.C. foram encontrados na Irlanda e em Wessex e na Cornualha, Inglaterra.

## Religião

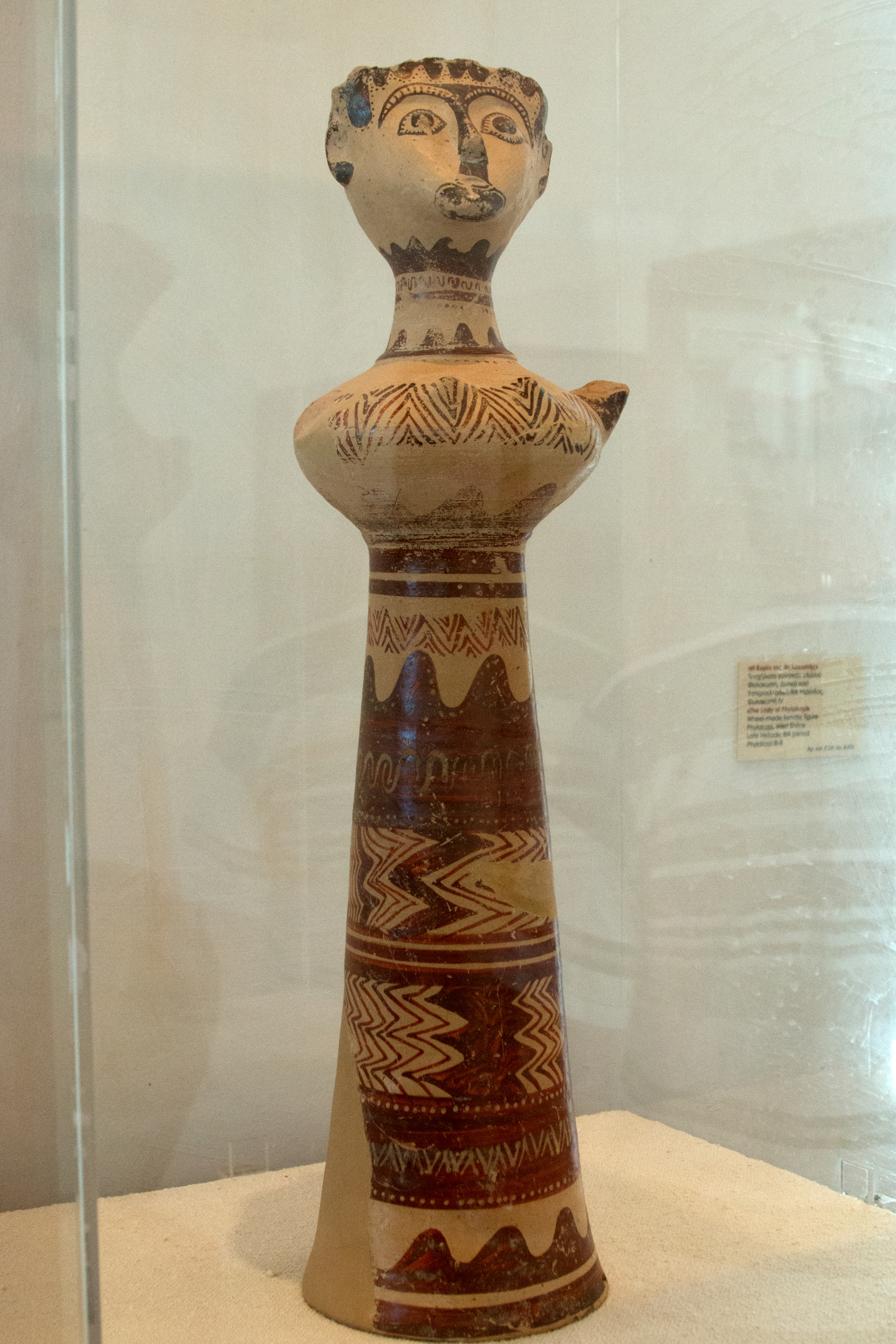
A Senhora de Filácopi; estatueta de cerâmica feita em roda de oleiro de uma deusa ou sacerdotisa do Santuário Ocidental de Filácopi; período Heládico Superior III, século XIV a.C., Museu Arqueológico de Milos

Templos e santuários são estranhamente raros nos sítios arqueológicos micênicos. Estruturas cultuais monumentais estão ausentes em todos os centros palacianos, com exceção de Micenas. No entanto, o centro de culto de Micenas parece ter sido desenvolvido posteriormente (século XIII a.C.). Pequenos santuários foram identificados em Asine, Berbati, Malthi e Pilos, enquanto vários recintos sagrados foram localizados perto de Micenas, Delfos e Amicleia. Os registros em Linear B mencionam vários santuários dedicados a uma variedade de divindades, pelo menos em Pilos e Cnossos. Eles também indicam que houve várias festividades religiosas, incluindo ofertas. Os registros nativos escritos mencionam vários sacerdotes e sacerdotisas responsáveis por santuários e templos específicos. Estas últimas eram figuras proeminentes na sociedade, e o papel das mulheres micênicas nas festividades religiosas também era importante, assim como na Creta minoica.
O panteão micênico já incluía muitas divindades que foram posteriormente encontradas na Grécia Clássica, embora seja difícil determinar se essas divindades tinham as características e responsabilidades que lhes seriam atribuídas em períodos posteriores. Em geral, as mesmas divindades eram adoradas em todo o mundo palaciano de Micenas. Pode haver algumas indicações para divindades locais em vários locais, especialmente em Creta. A uniformidade da religião local também se reflete em evidências arqueológicas com as estatuetas em phi e psi que foram encontradas em toda a Grécia da Idade do Bronze.
Posídon (Linear B: Po-se-da-o) parece ter ocupado um lugar de privilégio. Ele era uma divindade ctônica, ligada a terremotos (E-ne-si-da-o-ne: agitador de terra), mas parece que também representava o espírito do rio do submundo. Péon (Pa-ja-wo) é provavelmente o precursor do médico dos deuses gregos na Ilíada de Homero. Era a personificação da música mágica que deveria "curar" o paciente. Várias divindades foram identificadas nos escritos micênicos apenas por seus epítetos usados durante a antiguidade posterior. Por exemplo, Qo-wi-ja ("olhos de vaca") é um epíteto homérico padrão de Hera. Ares apareceu sob o nome Enyalios (assumindo que Enyalios não é um deus separado). Divindades adicionais que também podem ser encontradas em períodos posteriores incluem Hefesto, as erínias, Ártemis (a-te-mi-to e a-ti-mi-te) e Dioniso (Di-wo-nu-so). Zeus também aparece no panteão micênico, mas certamente não era a principal divindade.
Um conjunto de "damas" ou "senhoras", as Po-ti-ni-ja (potnia) são nomeadas nos escritos micênicos. Como tal, Atena (A-ta-na) aparece em uma inscrição em Cnossos como "Senhora Atena", semelhante a uma expressão homérica posterior, mas nos tabletes de Pilos ela é mencionada sem nenhuma palavra associada. Si-to po-ti-ni-ja parece ser uma deusa agrícola, possivelmente relacionada a Deméter da antiguidade posterior, enquanto em Cnossos há a "senhora do Labirinto". As "duas rainhas e o rei" (wa-na-ssoi, wa-na-ka-te) são mencionadas em Pilos. A mencionada deusa Pe-re-swa pode estar relacionada a Perséfone. Várias divindades micênicas parecem não ter equivalentes posteriores, como Marineus, Diwia e Komawenteia.

## Poder militar
A natureza militar dos gregos micênicos é evidente pelas inúmeras armas desenterradas, pelo uso de representações de guerreiros e combates na arte contemporânea e pelos registros preservados do Linear B. Os micênicos investiram no desenvolvimento de infra-estrutura militar, com a produção e a logística militares supervisionadas diretamente dos centros palacianos. Segundo os registros da Linear B no palácio de Pilos, toda comunidade rural (os damos) era obrigada a fornecer um certo número de homens que precisavam servir no exército. Serviço semelhante também foi realizado pela aristocracia.

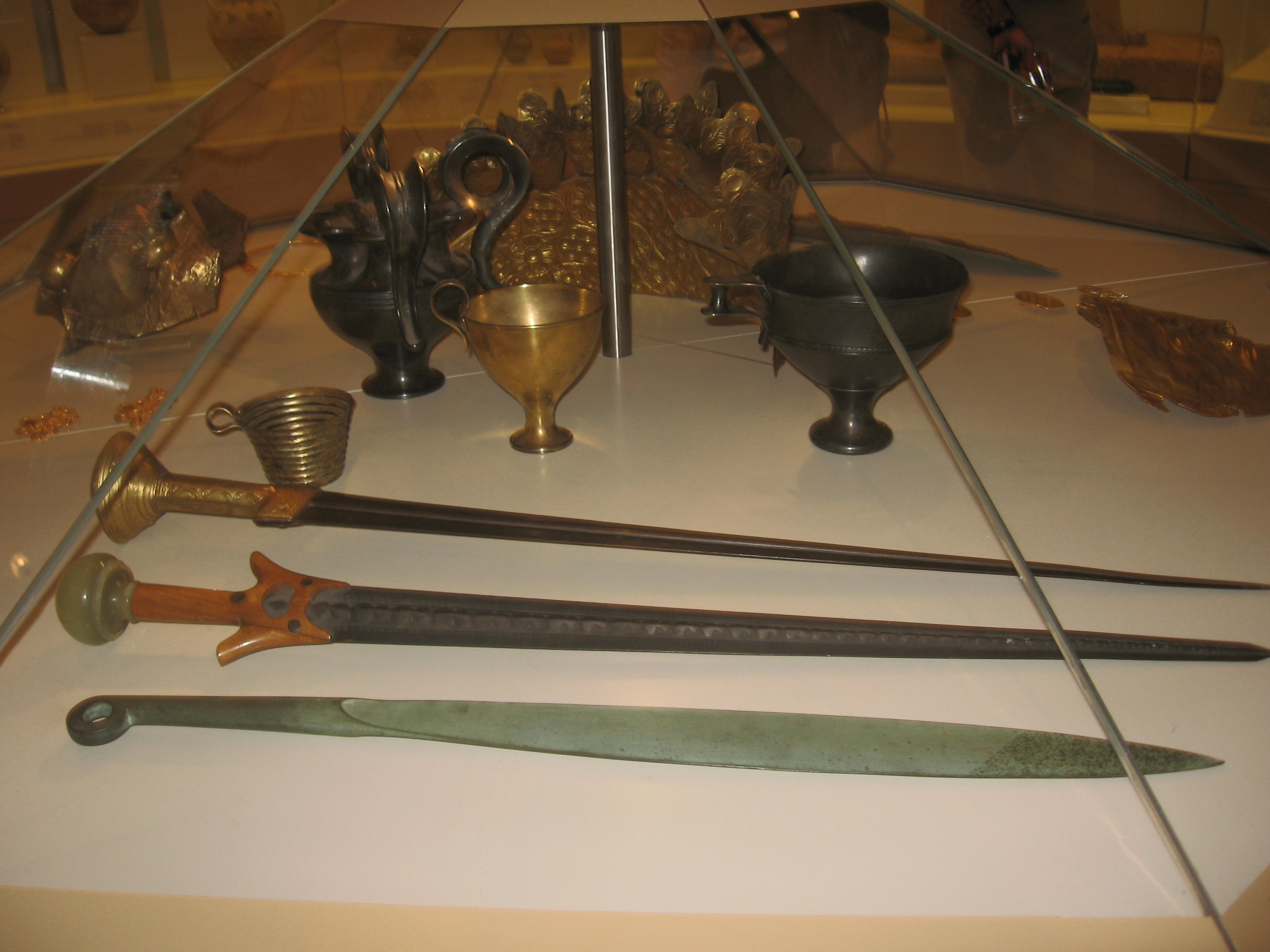
Réplicas de espadas e taças micênicas

Os exércitos micênicos inicialmente tinham como base a infantaria pesada, equipada com lanças, escudos grandes e, em algumas ocasiões, armaduras. Mais tarde, no século XIII a.C., a guerra micênica passou por grandes mudanças nas táticas e nas armas e as unidades armadas tornaram-se mais uniformes e flexíveis, enquanto as armas tornaram-se menores e mais leves. A lança permaneceu a principal arma entre os guerreiros locais, enquanto a espada teve um papel secundário no combate. Outras armas ofensivas usadas foram arcos, maças, machados, fundas e javelinas. O papel e a contribuição precisas das carruagens no campo de batalha são motivo de disputa devido à falta de evidências suficientes. Parece que as carruagens foram usadas inicialmente como veículos de combate durante os séculos XVI a XIV aC, enquanto mais tarde, no século XIII a.C., seu papel era limitado ao transporte no campo de batalha.
O elmo de presa de javali foi a peça mais identificável da armadura micênica em uso desde o início até o colapso da cultura micênica. Também é conhecido em várias representações da arte contemporânea na Grécia e no Mediterrâneo. Uma peça representativa da armadura micênica é a panóplia de Dendra (c. 1 450–1 400 a.C.), que consistia em uma couraça e um conjunto completo de armadura composto de vários elementos de bronze. Em geral, a maioria das características da panóplia hoplita posterior do período clássico já era conhecida na Grécia micênica. Os escudos da "figura em oito" eram o tipo mais comum de escudos nativos. Durante o período micênico tardio, adotaram-se tipos menores de escudos, de forma completamente circular ou quase circular, com uma parte cortada na borda inferior.

## Escrita
Por volta de 1 600 a.C., os gregos micênicos emprestaram da Civilização Minoica seu sistema de escrita silábica (isto é, Linear A) e desenvolveram seu próprio manuscrito silabário conhecido como Linear B. A escrita Linear B foi utilizado pelos palácios micênicos na Grécia para fins administrativos, onde as transações econômicas foram registradas em tábuas de barro e algumas peças de cerâmica no dialeto micênico da língua grega. Os tabletes Linear B foram descobertos em Creta pelo arqueólogo inglês Sir Arthur Evans c. 1900 e mais tarde decifrado pelo arquiteto e criptógrafo inglês Michael Ventris em 1952. A descoberta de Ventris de um dialeto grego arcaico nas tábuas Linear B demonstrou que o grego micênico era "o dialeto grego mais antigo conhecido, cujos elementos sobreviveram na língua de Homero como resultado de uma longa tradição oral de poesia épica".

## Arquitetura

### Palácios

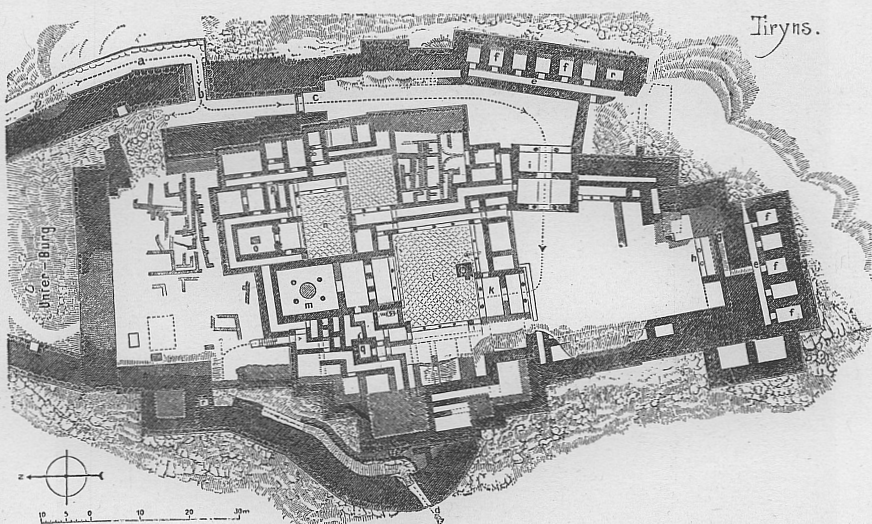
Tirinto, mapa do palácio e fortificações circundantes

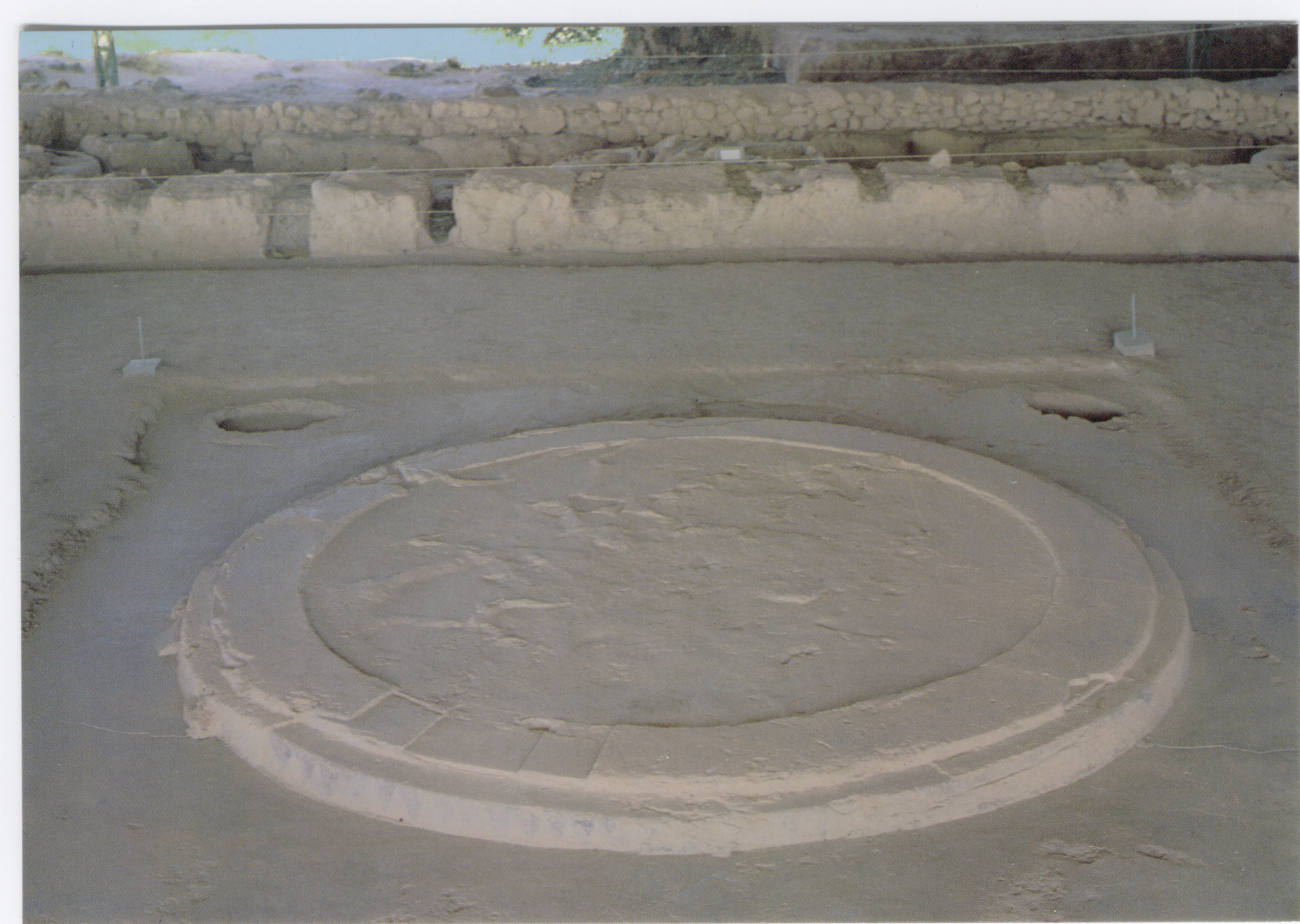
O coração do mégaro de Pilos

As estruturas palaciais de Micenas, Tirinto e Pilos foram erguidas nos cumes de colinas ou afloramentos rochosos, dominando o entorno imediato. Os melhores preservados são encontrados em Tirinto e Pilos, enquanto Micenas e Menelaion são apenas parcialmente preservados. Na Grécia Central, Tebas e Orcômeno foram expostos apenas parcialmente. Por outro lado, o palácio construído na acrópole de Atenas foi quase completamente destruído. Muitos arqueólogos acreditam que um edifício substancial em Dimini, na Tessália, possivelmente a antigo Iolcos, seja um palácio. Um palácio micênico também foi desenterrado na Lacônia, perto da moderna vila de Xirokambi.
As estruturas palacianas da Grécia continental compartilham uma série de características comuns. O ponto focal do aspecto sócio-político de um palácio micênico era o mégaro, a sala do trono. Estava disposto ao redor de uma antessala circular cercada por quatro colunas. O trono era geralmente encontrado do lado direito ao entrar na sala, enquanto o interior da sala era ricamente decorada, exibindo imagens projetadas intencionalmente para demonstrar o poder político e religioso do governante. O acesso ao mégaro era provido através de um pátio, que era alcançado a partir de um propileu. A iconografia das câmaras palaciais é notavelmente uniforme em toda a Grécia. Por exemplo, em Pilos e Tirinto, as pinturas são focadas em motivos marinhos, fornecendo representações de polvos, peixes e golfinhos. Ao redor da sala do trono, um grupo de pátios se abriu em várias salas de diferentes dimensões, como armazéns e oficinas, além de salas de recepção e salas de estar. Em geral, os palácios micênicos produziram uma grande variedade de artefatos e afrescos fragmentários.
Características comuns adicionais são compartilhadas pelos palácios de Pilos, Micenas e Tirinto; um grande pátio com colunatas fica bem em frente ao mégaro central, enquanto um segundo, mas menor, também é encontrado dentro dessas estruturas. As escadas do palácio de Pilos indicam que os palácios tinham dois andares. Os aposentos particulares dos membros da família real estavam presumivelmente no segundo andar.

### Fortificações

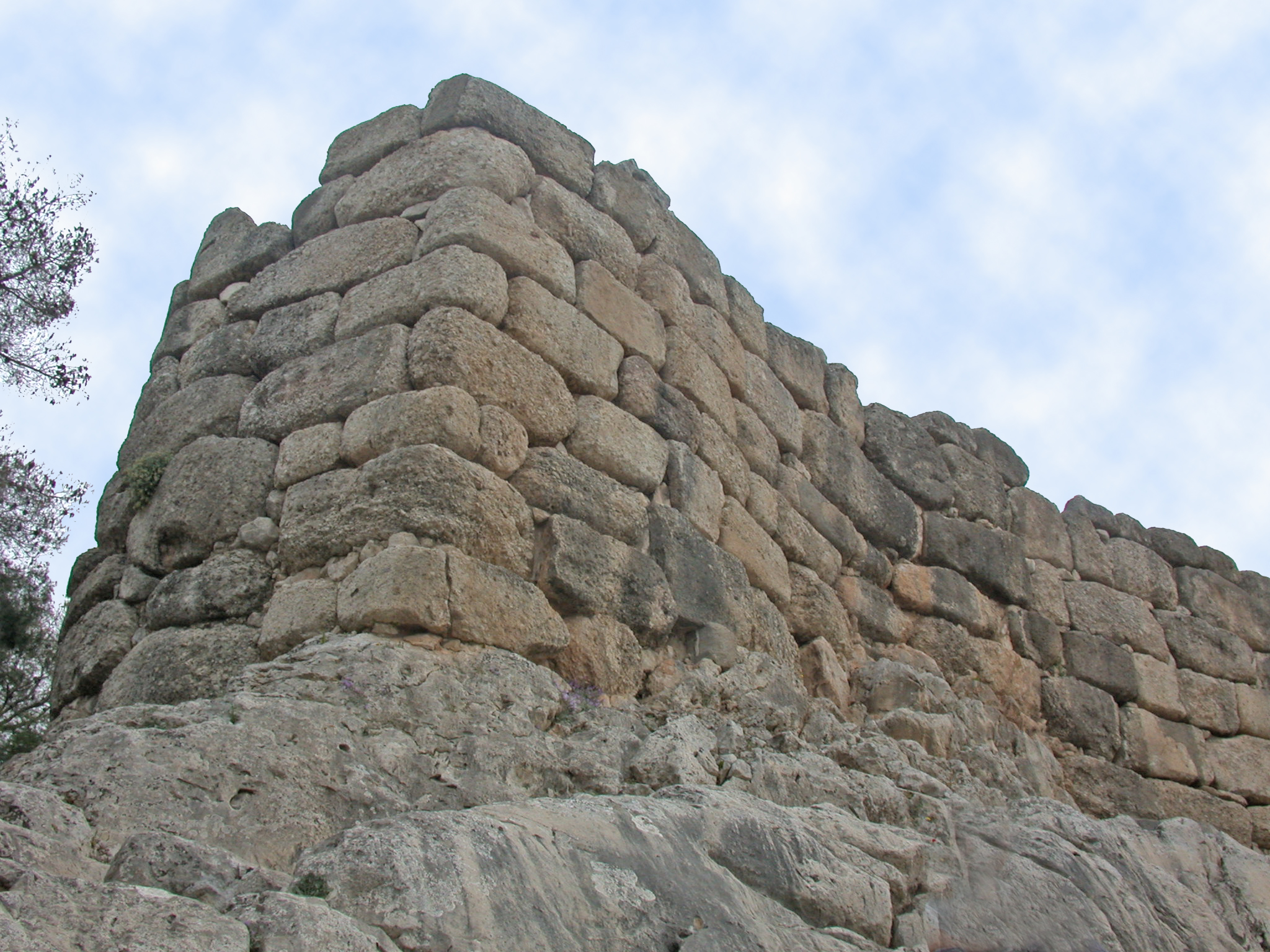
Alvenaria ciclópica nas paredes do sul de Micenas

A construção de estruturas defensivas estava intimamente ligada ao estabelecimento dos palácios na Grécia continental. Os principais centros micênicos eram bem fortificados e usualmente situados em terrenos elevados, como nas acrópoles de Atenas, Tirinto e Micenas ou em planícies costeiras, no caso de Gla. Os gregos micênicos em geral apreciavam o simbolismo da guerra, expresso na arquitetura defensiva, refletida pela imponência visual de suas fortificações.

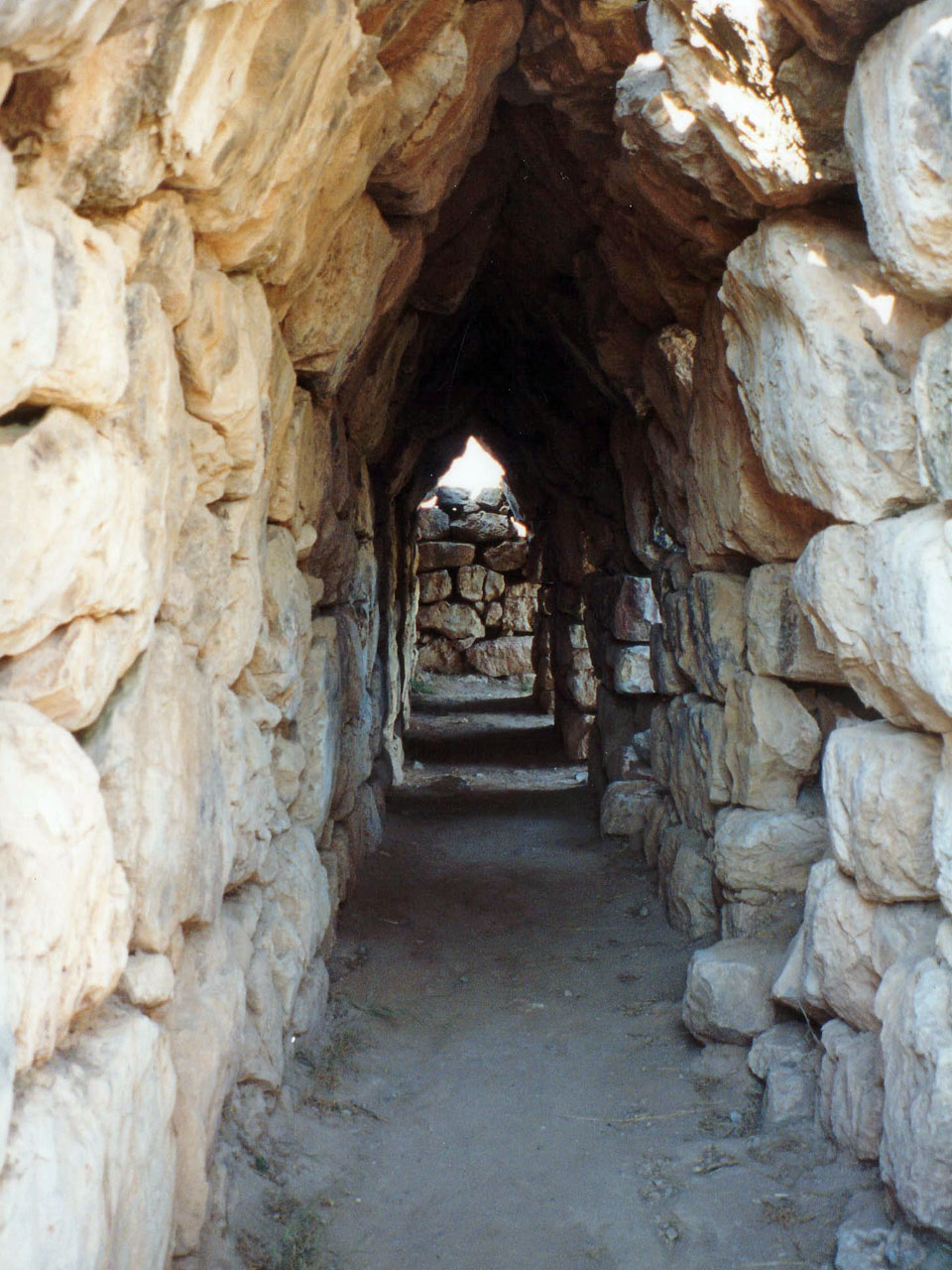
Parte das galerias dentro dos muros de Tirinto

Ciclópico é o termo normalmente aplicado às características de alvenaria dos sistemas de fortificação micênica e descreve paredes construídas com grandes rochas não trabalhadas com mais de 8 metros de espessura e pesando várias toneladas. Foram montados grosseiramente sem o uso de argamassa ou argila para prendê-los, embora pequenos pedaços de calcário preencham os interstícios. Sua colocação formava um padrão poligonal, dando ao muro cortina uma aparência irregular, mas imponente. No topo, teria sido larga o suficiente para uma passagem com um parapeito de proteção estreito na borda externa e com ameias em forma de arco. O termo ciclópico foi derivado pelos últimos gregos da era clássica, que acreditavam que apenas os gigantes míticos, os ciclopes, poderiam ter construído tais estruturas megalíticas. Por outro lado, a alvenaria de pedra lapidada é usada apenas dentro e ao redor dos portais. Outra característica típica da construção megalítica micênica foi o uso de um triângulo de alívio acima de um bloco de lintel – uma abertura, geralmente triangular, projetada para reduzir o peso sobre o lintel. O espaço ficava cheio de pedras mais leves.
As fortificações ciclópicas eram típicas das muralhas micênicas, especialmente nas cidadelas de Micenas, Tirinto, Argos, Crisa e Atenas, enquanto rochas menores são encontradas em Midea e grandes lajes de calcário são encontradas em Gla. Nos assentamentos micênicos encontrados em Epiro e no Chipre também estão presentes paredes de estilo ciclópico, assim como no oeste da Anatólia. Além das cidadelas, fortes isolados também foram erguidos em vários locais estratégicos. Os sistemas de fortificação também incorporaram refinamentos técnicos, como cisternas secretas, galerias, portos salinos e bastiões projetantes para a proteção de entradas. Por outro lado, o palácio de Pilos, embora seja um importante centro de poder, parece paradoxalmente ter ficado sem paredes de defesa.

### Outras características arquitetônicas
A arquitetura doméstica micênica origina-se principalmente das tradições helênicas médias (c. 2000–1650 a.C.) anteriores, tanto em forma quanto em local de assentamento. A uniformidade observada na arquitetura doméstica veio provavelmente como resultado de um passado compartilhado entre as comunidades do continente grego e não como uma consequência da expansão cultural do Koine micênico. Além disso, tamanhos variados de tijolos de barro foram usados na construção de edifícios.
Ao contrário da crença popular, alguns edifícios representativos micênicos já apresentavam telhados feitos de telhas queimadas, como em Gla e Midea.

## Cultura e arte

### Vasos

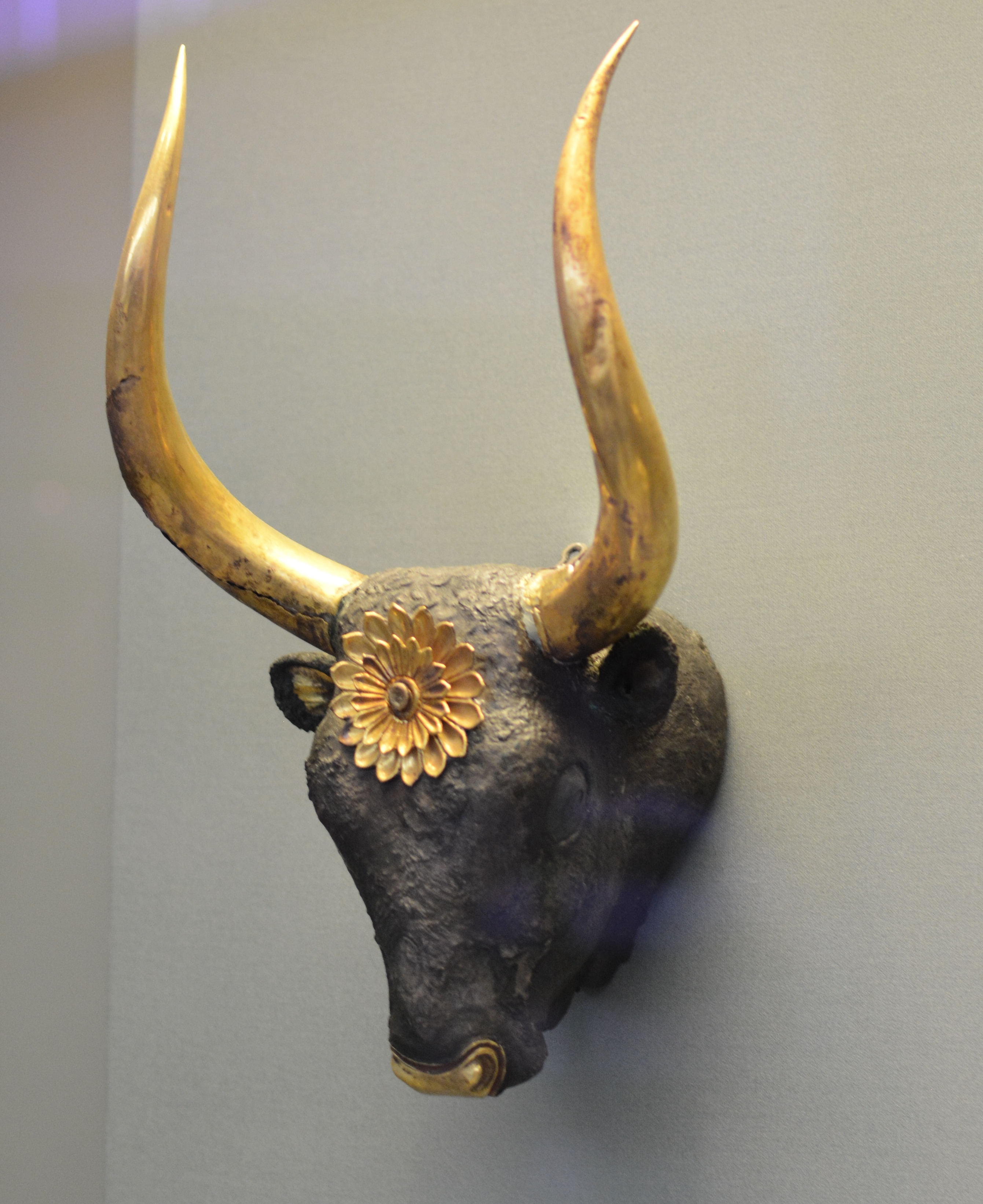
Ritão de prata em repoussé com chifres de ouro, do Círculo Sepultura A em Micenas, século XVI a.C. (Museu Arqueológico de Atenas)

Durante o período micênico tardio, os vasos/cerâmica micênicas exibiram semelhanças que abrangem uma área significativa do Mediterrâneo Oriental (isto é, do Levante à Sicília) e possivelmente refletem uma forma de união econômica e política centrada em Micenas. No entanto, a cerâmica de Creta durante esse período permaneceu distinta, indicando um grau de autonomia na ilha. Os gregos micênicos produziram em grandes quantidades uma variedade de vasos de estilo diverso, como jarros de estribo, tigelas grandes, alabastro, cratera e copos com haste (ou cílice) semelhantes a taças de champanhe.
Os jarros de estribo (Linear B: ka-ra-re-u, khlareus; "vaso de óleo"), especificamente, foram inventados pela primeira vez na ilha de Creta durante o século XVI a.C. e amplamente utilizados pelos micênicos a partir de 1 400 a.C. para transportar e armazenar vinho e óleo; os frascos eram geralmente em forma de pera ou globulares. Quanto aos copos com haste (ou cílice), eles evoluíram a partir de cálices de Éfira e uma grande quantidade foi descoberta em um local chamado "Loja do Oleiro", localizado em Zygouries. Os recipientes de bebida, como os copos com hastes, continham motivos decorativos únicos, como uma concha, um polvo ou uma flor pintada no lado voltado para o consumidor. Também pintaram cenas inteiras (chamadas de "Estilo Pictórico") em seus navios, representando guerreiros, carruagens, cavalos e divindades remanescentes dos eventos descritos na Ilíada de Homero. Outros itens desenvolvidos pelos micênicos incluem lâmpadas de barro, bem como vasos metálicos, como caldeirões (ou bacias) de tripé de bronze. Alguns exemplos de embarcações em faiança e marfim também são conhecidos.

### Figuras e estatuetas
O período micênico não produziu esculturas de nenhum tamanho. A estatuária do período consiste na maior parte de pequenas estatuetas de terracota encontradas em quase todos os locais micênicos na Grécia continental – em túmulos, em restos de assentamentos e, ocasionalmente, em contextos de culto (Tirinto, Agios Konstantinos em Methana). A maioria dessas figuras é feminina e antropomórfica ou zoomórfica. As figuras femininas podem ser subdivididas em três grupos populares em períodos diferentes, como as estatuetas em phi e psi, e de tipo Tau. As primeiras são do tipo phi, que se parecem com a letra grega homônima (Φ) e seus braços dão à parte superior do corpo da figura uma forma arredondada. A de tipo psi se parece com a letra correspondente (Ψ): estas têm os braços erguidos e estendidos. As últimas (século XII a.C.) são do tipo Tau: essas figuras se parecem com a letra equivalente (Τ), com os braços cruzados (?) em ângulo reto com o corpo. A maioria das figuras usa um grande chapéu "polo". Elas são pintadas com listras em ziguezagues da mesma maneira que a cerâmica contemporânea e, presumivelmente, feitas pelos mesmos oleiros. Seu objetivo é incerto, mas podem ter servido como objetos votivos e brinquedos: alguns são encontrados nos túmulos de crianças, mas a grande maioria dos fragmentos são de depósitos de lixo doméstico.
Estatuetas de terracota em phi e psi

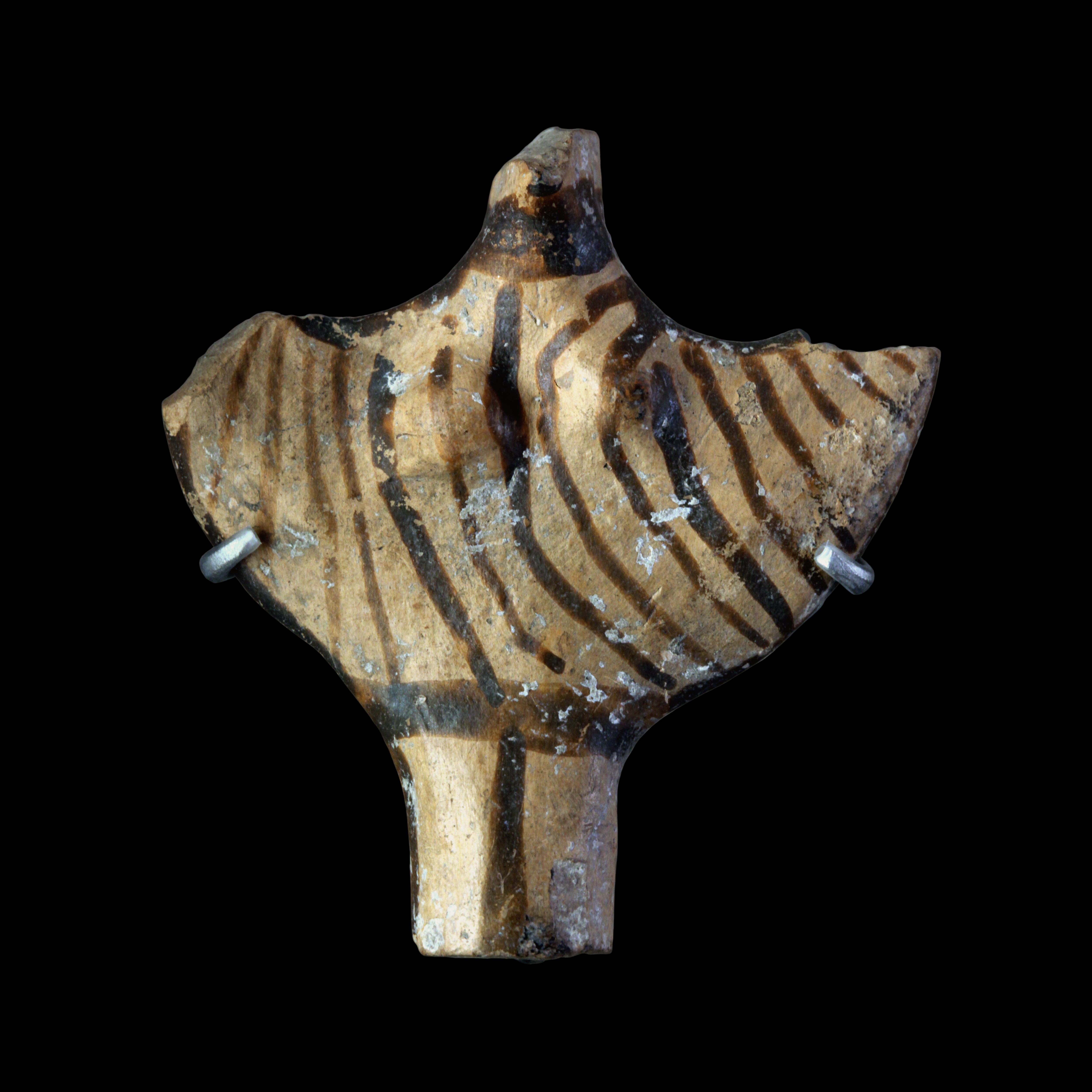
Exemplo de uma figura em forma de psi de uma mulher. Importação micênica encontrada em Ugarit por Claude F. A. Schaeffer e Georges Chenet
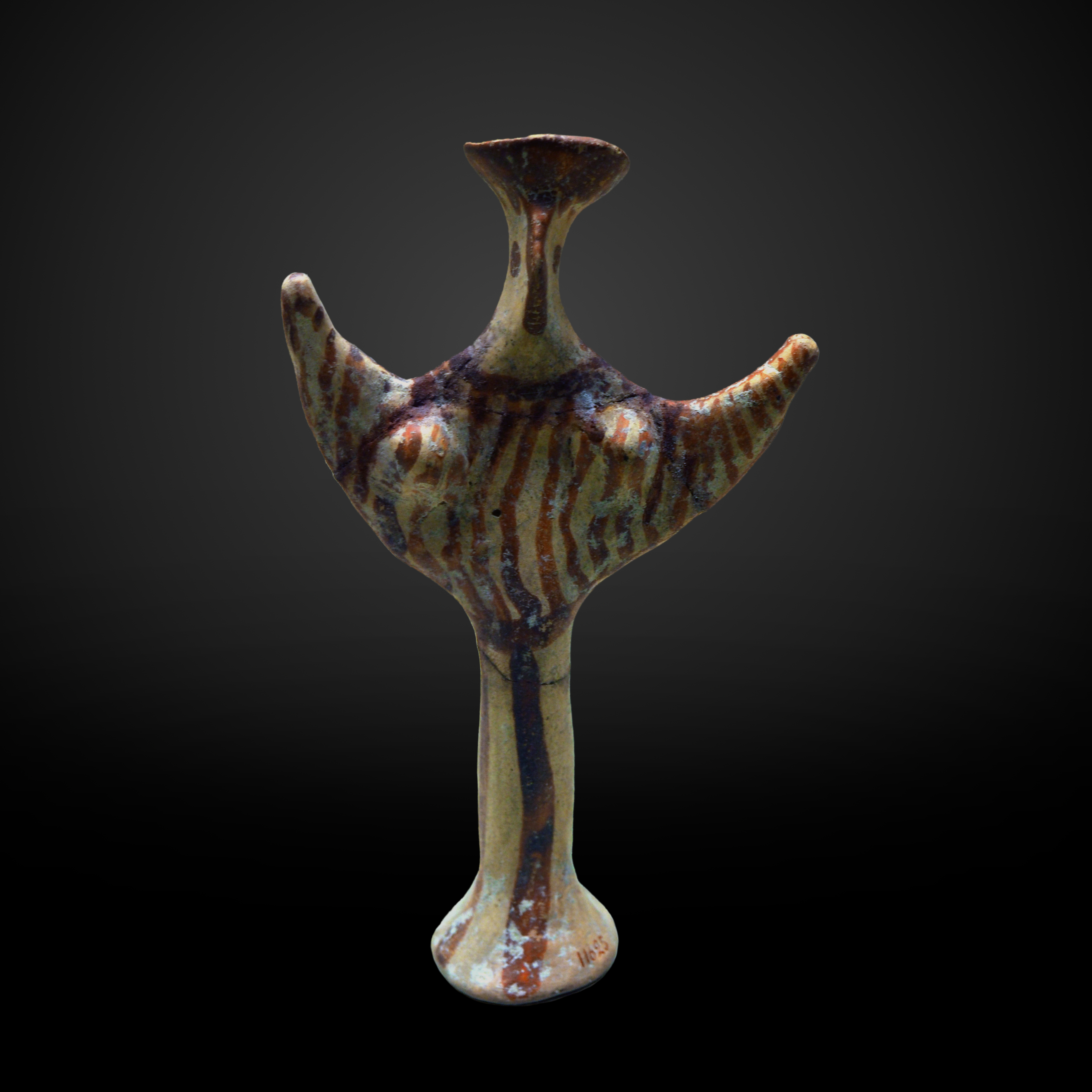
Estatueta em forma de psi em exibição no Museu de Arte e História de Genebra, de Waldemar Deonna
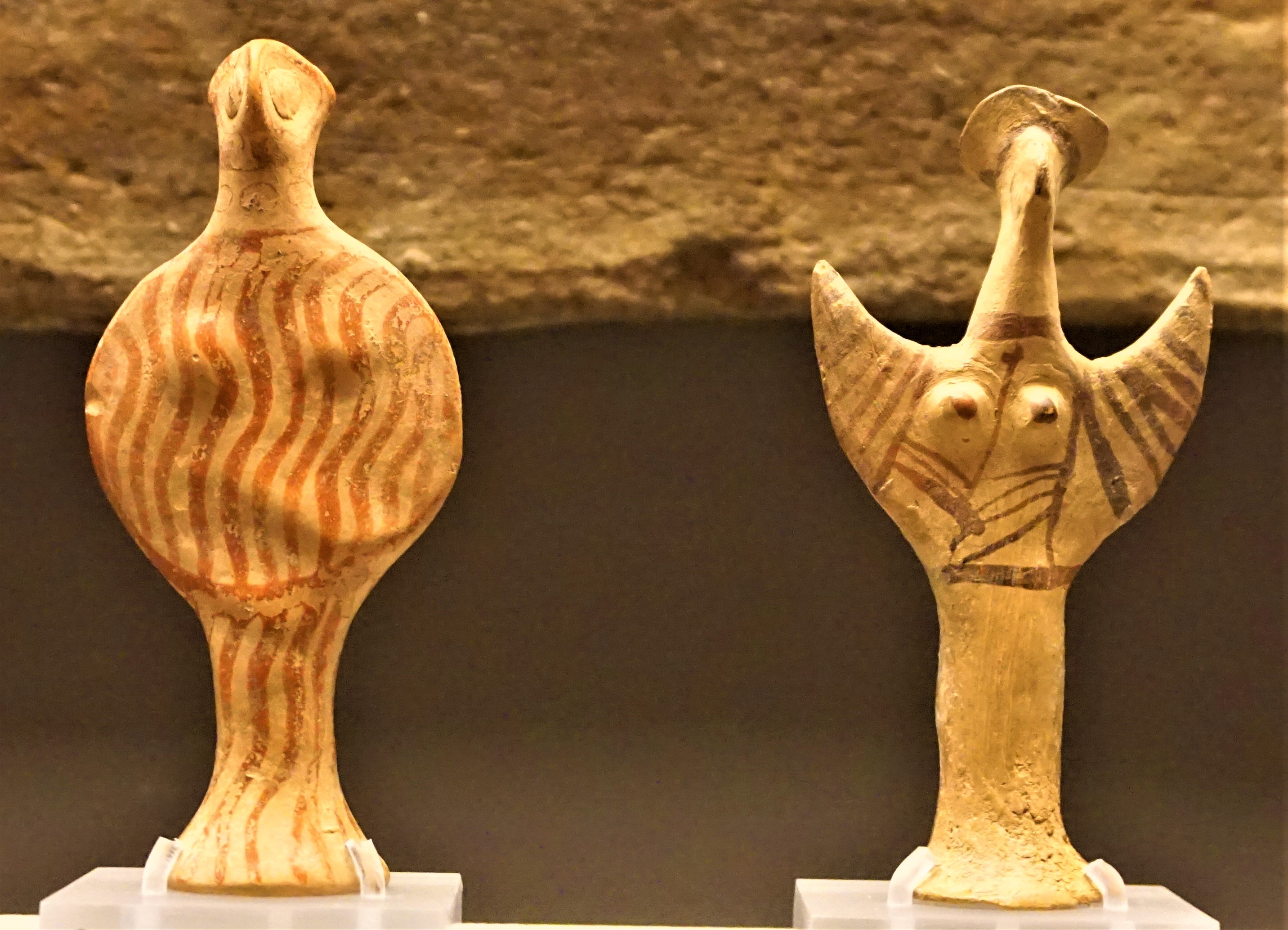
Figuras femininas micênicas do tipo phi e psi. Museu de Arte Cicládica, Atenas, século XIV - XII a.C.
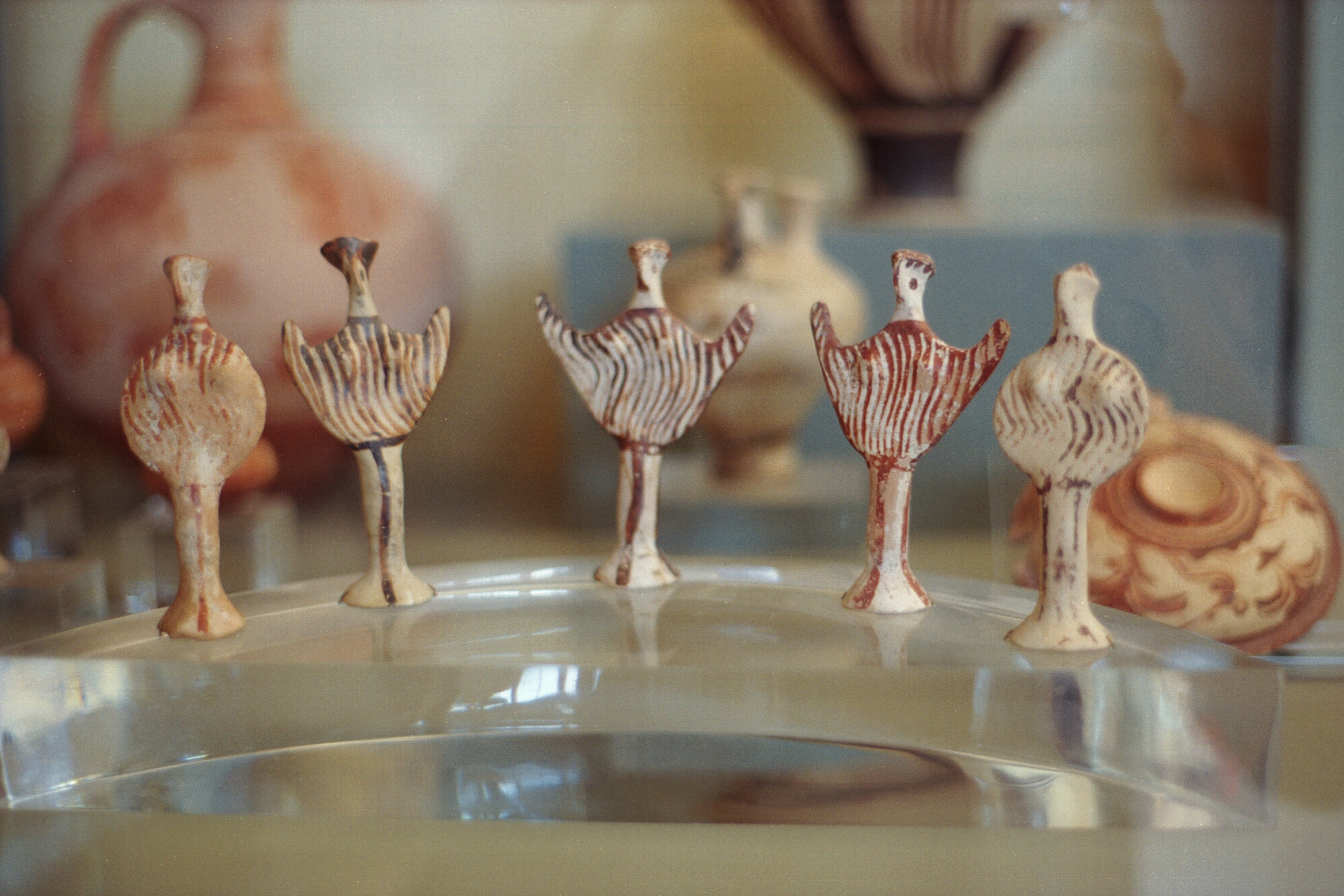
Estatuetas micênicas intituladas "deusas dos pássaros", séculos XIV a XIII a.C.

A presença de muitas dessas figuras em locais onde o culto ocorreu nos períodos Arcaico e Clássico (aproximadamente 200 abaixo do santuário de Atena em Delfos, outros no Templo de Afaia em Egina, no santuário de Apolo Maleatas acima de Epidauro e em Amykles perto de Esparta) sugere que muitas eram realmente de natureza religiosa, talvez como votivas, mas também que locais de culto posteriores podem muito bem ter sido usados pela primeira vez no período micênico.
Figuras masculinas, femininas ou bovinas maiores, feitas em rodas de terracota, são muito mais raras. Um grupo importante foi encontrado no templo de Micenas, juntamente com cobras de argila, enquanto outros foram encontrados em Tirinto e nos santuários Leste e Oeste de Filácopi, na ilha de Milos.

### Dieta e culinária
A base da dieta grega do final da Idade do Bronze era formada por grãos, como a cevada e trigo. Outras culturas eram conhecidas, mas desempenhavam um papel limitado, como o Triticum monococcum, a espelta e milhete, uma das principais culturas da Macedônia. Leguminosas como lentilha, ervilha, marroiço, grão-de-bico, fava, ervilhaca e tremoceiro também foram de grande importância. Os grãos eram moídos e processados em sopas e mingaus ou moídos para produzir farinha para o pão. Também pode ser presumido a torrefação e o consumo de legumes crus.
Da mesma forma, várias frutas eram uma parte essencial da alimentação, como as azeitonas, que eram conservadas e depois consumidas como frutas, além de processadas em azeite, ou figos, que eram especialmente importantes. Outro produto da agricultura grega inicial foi o vinho, que era aromatizado como em épocas posteriores, por exemplo, com resina (retsina), ervas ou mel. Na dieta das pessoas comuns o vinho era de importância limitada; provavelmente não estava disponível para todos, sendo uma bebida da aristocracia que também tinha certa importância nos cultos. A bebida mais comum na vida cotidiana era certamente a água. A dieta era complementada com outras frutas e nozes, como peras, romãs, cornisos, espinheiros, abrunheiros, ameixas, amoras e morangos-silvestres, melões, bolotas, castanheiras, amendoeiras e pistache. Algumas dessas frutas e nozes foram cultivadas; outras, coletadas. Vários vegetais e plantas aromáticas, que também são cultivadas em jardins ou colhidas na natureza, desempenharam um papel igualmente importante na alimentação, como pepinos, pastinacas, alho-poró, o alho, o alface, alcaparras, zimbrão, absinto, anis, arruda, papoila, agrião-de-jardim, o agrião, coentro, o aipo, funcho, hortelã, poejo, cominho, gergelim, açafrão ou vários tipos de gramíneas e cardos aromáticos.
No que diz respeito à culinária micênica, "bandejas de souvlaki" foram descobertas em Gla, Micenas e Pilos. As "bandejas de souvlaki" – churrasqueiras portáteis usadas pelos gregos micênicos – eram panelas de cerâmica retangulares que ficavam embaixo de espetos de carne. Não está claro se essas bandejas teriam sido colocadas diretamente sobre o fogo ou se as panelas teriam carvão quente como uma churrasqueira portátil.

## Herança
No século VIII a.C., após o final da chamada Idade das Trevas Grega, a Grécia emergiu com uma rede de mitos e lendas, sendo a maior de todas a do Ciclo Épico de Troia. Em geral, os gregos da antiguidade clássica idealizavam o período micênico como um período glorioso de heróis, a proximidade dos deuses e a riqueza material. As lendas dos épicos de Homero foram especialmente e geralmente aceitas como parte do passado grego e não foi até ao século XIX que os estudiosos começaram a questionar a historicidade de Homero. Nessa época, o arqueólogo alemão Heinrich Schliemann realizou as primeiras escavações arqueológicas modernas na Grécia, no local de Micenas, em 1876. Assim, Schliemann procurou provar a precisão histórica da Ilíada, identificando os lugares descritos por Homero.
Como parte da herança micênica que sobreviveu, os nomes dos deuses e deusas da Grécia no período tornaram-se figuras importantes do Panteão Olímpico da antiguidade posterior. Além disso, a língua dos micênicos oferece a primeira evidência escrita do grego, enquanto uma parte significativa de seu vocabulário também pode ser encontrada no inglês moderno.
Os gregos micênicos também foram pioneiros no campo da engenharia, lançando projetos de larga escala inigualáveis na Europa até o período romano, como fortificações, pontes, bueiros, aquedutos, barragens e estradas adequadas para o tráfego de rodas. Eles também fizeram várias inovações arquitetônicas, como o arco de alívio. Também foram responsáveis pela transmissão de uma grande variedade de artes e ofícios, especialmente de origem minoica. A civilização micênica estava em geral mais avançada em comparação com as culturas da Idade do Bronze do resto da Europa. Vários atributos e realizações micênicas foram emprestados ou mantidos em alta consideração em períodos posteriores; portanto, "não seria exagero considerar a Grécia micênica como um berço da civilização".